# Lapa do Santo
Lapa do Santo é um sítio arqueológico no centro do estado de Minas Gerais que registra a presença humana no Brasil desde 12 000 anos atrás. Localiza-se na entrada da caverna homônima que se desenvolve num maciço calcário de trinta metros de altura.
Destaca-se pela presença de dezenas de esqueletos humanos muito bem preservados, com idade entre 10 500 e 8 000 anos. O estudo desses remanescentes transformou paradigmas sobre a compreensão de como era a existência humana nesse passado tão remoto. O sítio também conta com uma rica indústria artesanal de artefatos líticos e ósseos.
Na Lapa do Santo foi descoberto o caso de decapitação mais antigo das Américas bem como uma ampla diversidade de práticas funerárias com ênfase na manipulação perimortem do cadáver através de descarnamento, amputação, queima, pintura, fraturamento ósseo e, possivelmente, canibalismo. Os estudos dos crânios encontrados na Lapa do Santo indicam uma morfologia Paleoamericana semelhante à de Luzia e aos demais esqueletos encontrados na região cárstica de Lagoa Santa e distinta das populações nativas americanas atuais. Estudos pioneiros do DNA antigo extraído dos esqueletos humanos da Lapa do Santo foram realizados com sucesso. Na Lapa do Santo também foi encontrado o grafismo rupestre mais antigo das Américas, um antropomorfo filiforme com um falo ereto. O sítio também impressiona pelo acúmulo de sedimento antropogênico, gerado pela queima repetida de material vegetal em fogueiras que, ao longo de milhares de anos, gerou um depósito com mais de quatro metros de profundidade.
O sítio arqueológico da Lapa do Santo está localizado na cidade de Matozinhos em Minas Gerais e faz parte da Área de Proteção Ambiental Carste de Lagoa Santa (área de proteção ambiental do relevo cárstico) que aflora na região de Lagoa Santa e proximidades, abrigando inúmeras cavernas e sítios arqueológicos.

## Histórico das pesquisas
A região de Lagoa Santa no estado de Minas Gerais é conhecida entre arqueólogos e paleontólogos desde o século XIX. Os primeiros esqueletos humanos na região foram encontrados pelo naturalista dinamarquês Peter Lund entre 1835 e 1844. Lund propôs uma possível coexistência entre humanos e megafauna extinta, hipótese que faria com que Lagoa Santa se tornasse o foco de muitos estudiosos ainda no século XIX. Durante o século XX, diferentes equipes de pesquisa foram à região em busca de provas que pudessem confirmar a hipótese da coexistência entre humanos e megafauna. Após mais de 170 anos, essa questão segue sem uma resposta definitiva mas, como resultado dessas diversas escavações, formou-se uma grande coleção de esqueletos humanos datados do Holoceno Inicial. A documentação relativa a essas escavações é bastante limitada e de forma geral o acervo arqueológico oriundo de Lagoa Santa carece de contexto. Coordenado por Walter Alves Neves e financiado pela FAPESP, o projeto "Origens e microevolução do homem na América: uma abordagem paleoantropológica" teve como um de seus objetivos sanar essa deficiência e identificar sítios arqueológicos em Lagoa Santa que pudessem ser escavados de acordo com técnicas modernas de documentação. Foi como parte desses esforços que em 2001 decidiu-se iniciar as escavações no sítio arqueológico da Lapa do Santo, que se estenderiam até 2009 sob a coordenação de Renato Kipnis, Astolfo Araujo e Danilo Bernardo. Nas etapas iniciais de escavação, sondagens foram feitas ao longo de praticamente toda a extensão da área abrigada no intuito de avaliar o potencial do sítio. Durante esse processo ficou bem caracterizado que a região sul do abrigo apresentava um pacote potencialmente intacto com idades que remetiam ao Holoceno Inicial. A partir de então, essa parte do sítio tornou-se a área principal de escavação e uma superfície ampla passou a ser escavada através da decapagé de níveis naturais. Foram realizadas etapas de escavação nos anos de 2001, 2003, 2005, 2008 e 2009. Do ponto de vista da arqueologia das práticas mortuárias, a escolha dessa área do sítio mostrou-se muito fortuita já que nela foram encontrados 26 sepultamentos em ótimo estão de conservação. Em 2011, como parte do projeto de pesquisa “As Práticas Mortuárias dos Primeiros Americanos”, coordenado por André Strauss e por Rodrigo Elias de Oliveira, uma nova área de escavação foi estabelecida e segue ativa. Escavações em 2018 levaram à descoberta de 39 esqueletos humanos com idades entre 8 mil e 11 mil anos. Os ossos revelam que os povos que viviam no local na altura eram complexos e tinham práticas funerárias elaboradas. De acordo com Strauss, todos os esqueletos tinham sinais de rituais mortuários — "alguns estavam queimados, outros pintados de vermelho e alguns combinavam crânios de crianças com corpos de adultos, ou dentes de uma pessoa com a arcada de outra". Os sinais mortuários variavam dependendo da idade arqueológica dos ossos, possivelmente indicando que a forma de tratar os corpos dos mortos foi mudando ao longo do tempo. De acordo com Strauss, isto é uma descoberta inédita na arqueologia brasileira.

## Educação e divulgação

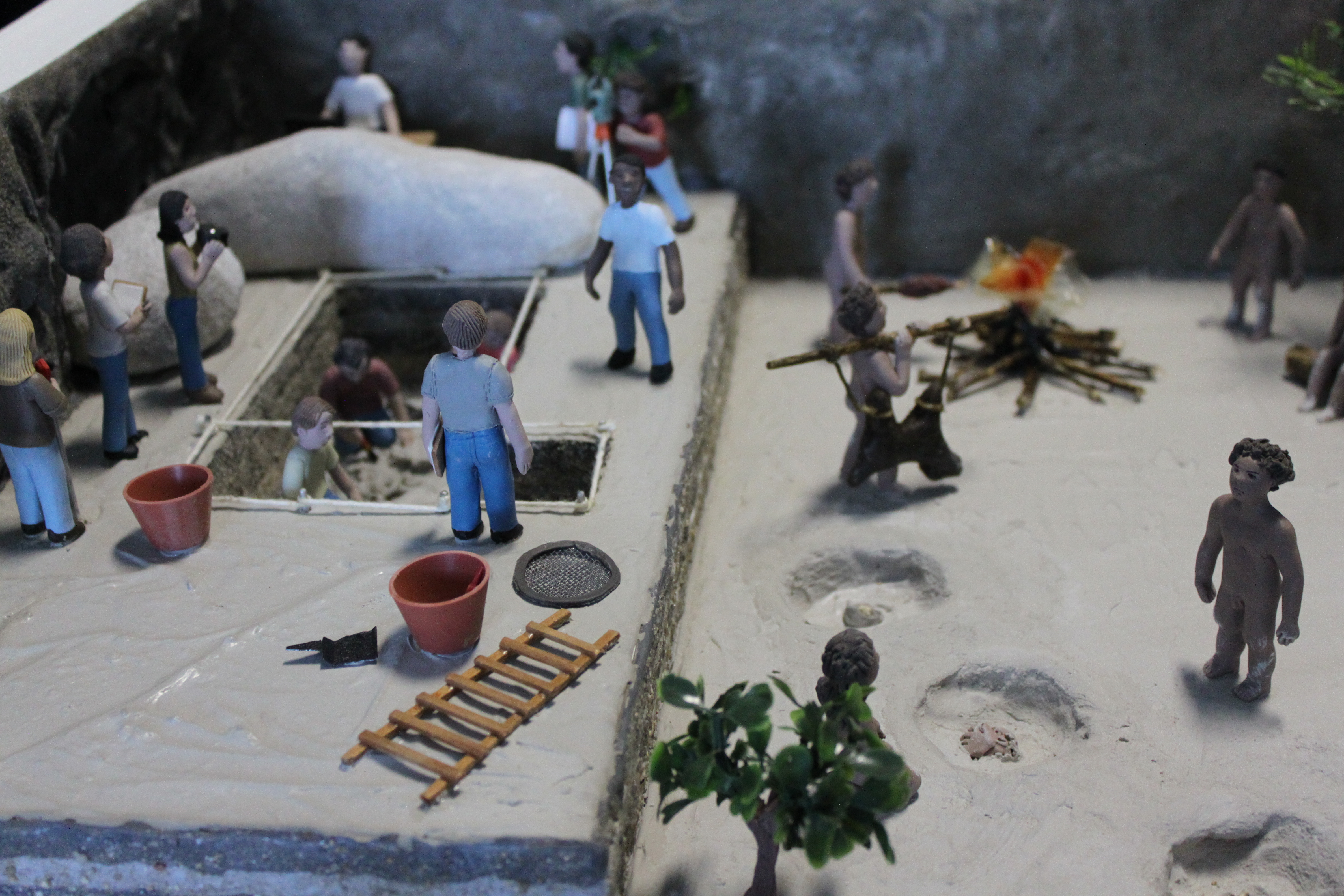
Maquete táctil da Lapa do Santo.

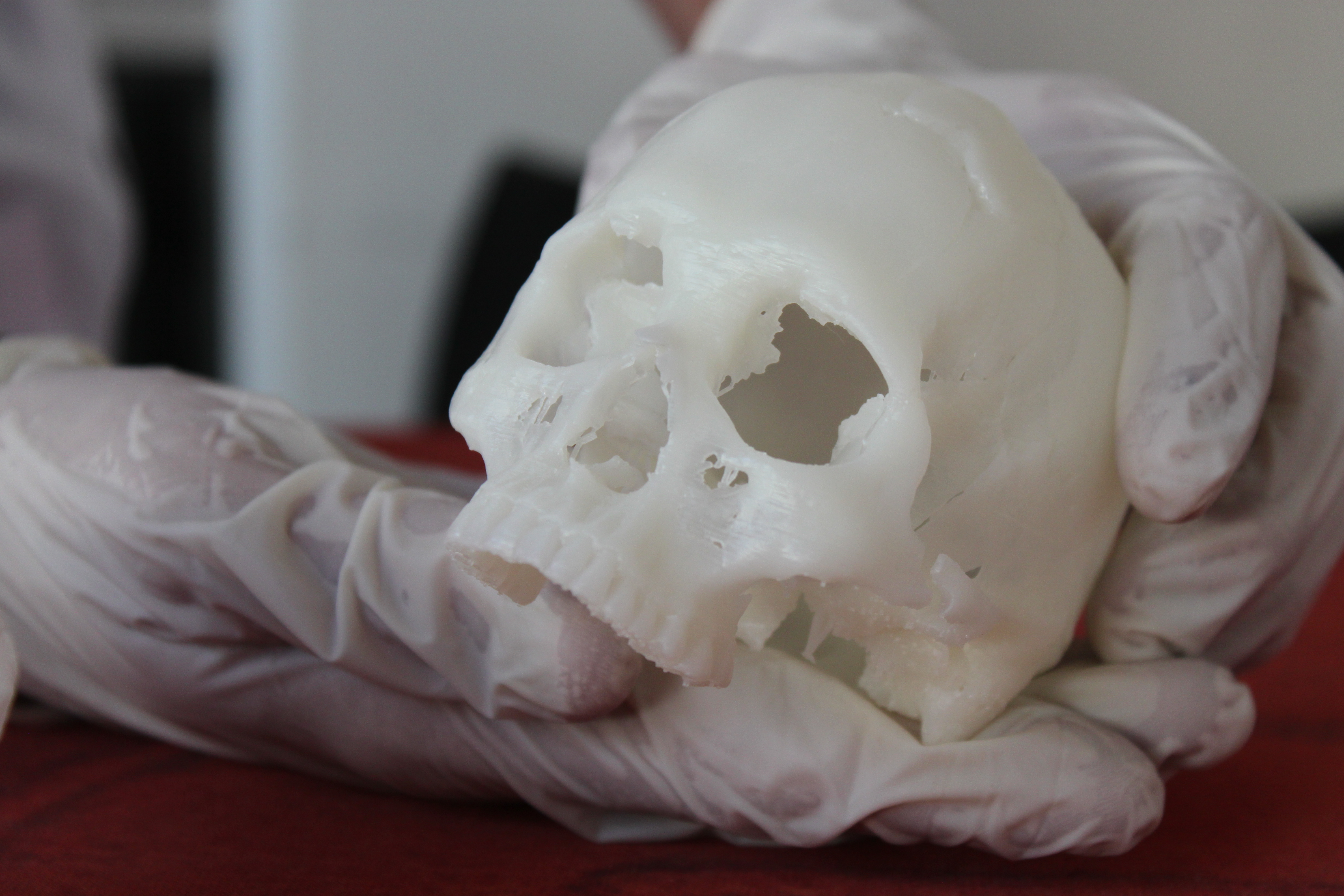
Impressão 3D em escala reduzida de crânio para exposição.

A Lapa do Santo foi retratada por renomados fotógrafos brasileiros como Maurício de Paiva, João Marcos Rosa e Adriano Gambarini. No Museu de Arqueologia e Etnologia da USP maquetes táteis da Lapa do Santo estão disponíveis na forma de kits educativos para educadores. Uma exposição sobre a Lapa do Santo está sendo montada no Centro de Arqueologia Annette Laming-Emperaire, coordenado pela arqueóloga Rosângela Albano, no município de Lagoa Santa em Minas Gerais. A exposição destaca-se por ser feita a partir da impressão de protótipos tri-dimensionais dos esqueletos do sítio e por contar com maquetes táteis.

## Processos de formação e cronologia
O depósito arqueológico da Lapa do Santo pode chegar a até cinco metros de espessura. Análises geoarqueológicas indicam que aproximadamente metade deste material é composto por um sedimento fino de coloração acinzentada que lembra talco. Ao microscópio determinou-se que esse sedimento fino é formado por pseudo-morfos de oxalatos de cálcio, substância tipicamente gerada a partir da combustão da madeira e folhas. Portanto, uma porção significativa (aproximadamente a metade) da acumulação dos sedimentos da Lapa do Santo resulta da repetida atividade de acender fogueiras durante milênios. A outra metade dos sedimentos é composta por agregados centimétricos de argila que apresentam coloração avermelhada, amarronzada, alaranjada e amarelada. Análises de amostras utilizando o método de infravermelho por transformada de Fourier – IVTF (em inglês, Fourier-transform infrared spectroscopy – FTIR), mostram que alguns desses agregados de argila foram expostos a calor intenso. A origem dos agregados de argila é incerta. Alguns pesquisadores sugerem uma fonte natural, possivelmente do solo que encontra-se acima do abrigo rochoso, enquanto outros sugerem que foram trazidos pela ação humana, intencional ou não.

Planta baixa do local.

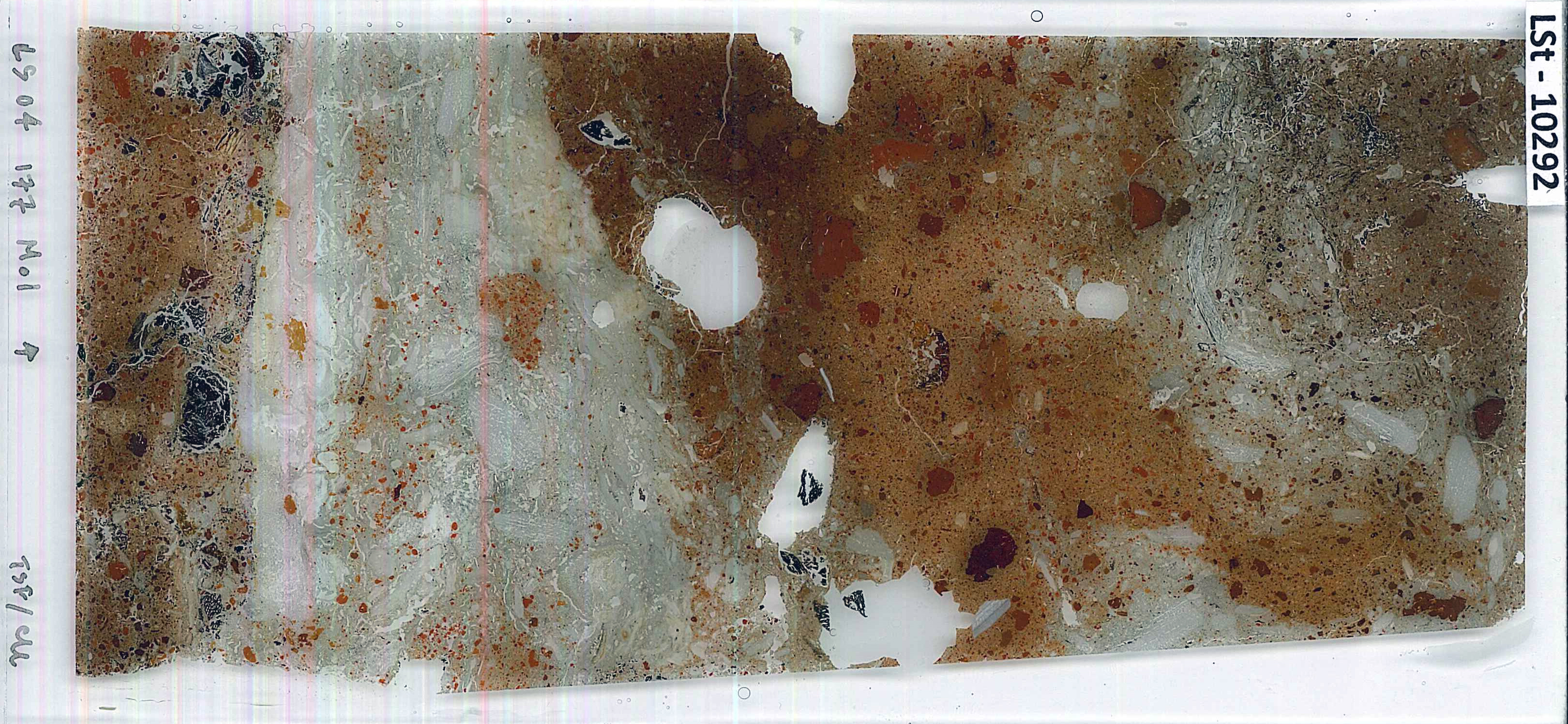
Lâmina de micro-morfologia mostrando sedimentos do sítio. Note-se a lente cinza resultante da acumulação de cinzas de fogueira.

A cronologia de ocupação humana na Lapa do Santo foi estabelecida através de 53 datações radiocarbônicas em amostra de carvão, 17 datações radiocarbônicas em amostras de osso humano e 21 datações por luminescência opticamente estimulada feita em amostras de sedimento. O resultados indicam três períodos de ocupação considerando-se um intervalo de incerteza de 95.4% (idades calibradas):
- Período de ocupação da Lapa do Santo 1 - Começa entre 12 485 e 11 747 anos antes do presente e termina entre 8 345 e 7 973 anos antes do presente.
- Período de ocupação da Lapa do Santo 2 - Começa entre 5 383 e 4 876 anos antes do presente e termina entre 4 337 e 3 866 anos antes do presente
- Período de ocupação da Lapa do Santo 3 - Começa entre 2 053 e 831 anos antes do presente e termina entre 953 e 0 anos antes do presente.

Os pacotes de sedimento correspondente aos três períodos de ocupação da Lapa do Santo apresentam-se em ordem estratigráfica (i.e. o mais antigo está mais abaixo). Por outro lado, dentro de cada pacote existe expressiva inversão estratigráfica resultando num erro na estimativa cronológica com base na posição vertical dos artefatos de aproximadamente ±500 anos, num intervalo de confiança de 95,4%.

## Grafismos rupestres da Lapa do Santo

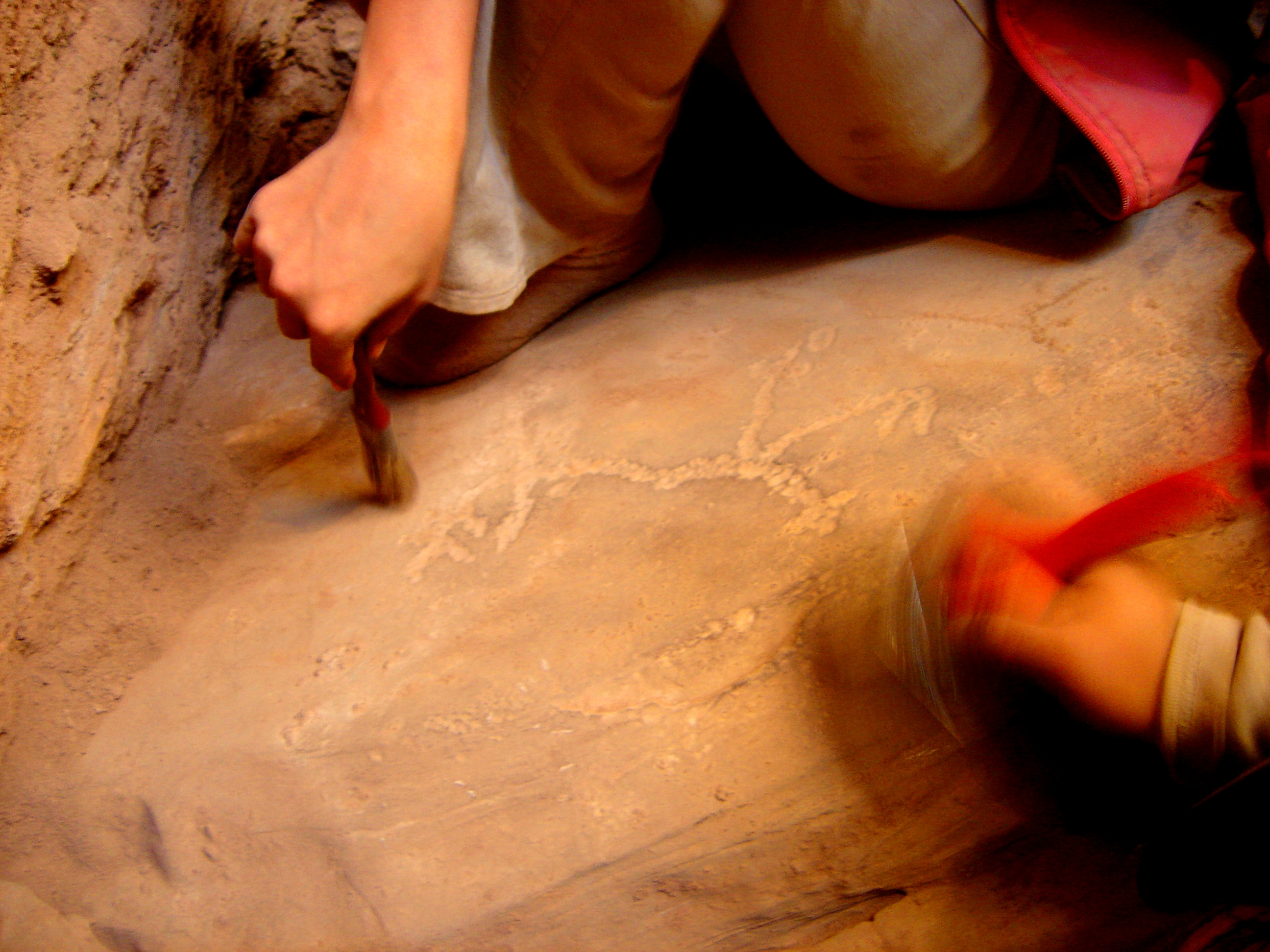
Foto do momento exato em que o grafismo mais antigo da América foi descoberta na Lapa do Santo em 2009.

Em comparação com outros sítios da região de Lagoa Santa a Lapa do Santo apresenta baixa incidência de pinturas rupestres. Ocorrem de forma isolada dentro do conduto lateral elevado que se projeto desde a extremidade sul da área abrigada. Foram observados veados e motivos geométricos em cor avermelhada.
Num piso que aflora a leste da área abrigada há um conjunto de grafismos picoteados que incluem motivos geométricos (e.g. círculos concentricos) e representações filiformes de antropomórfos e zoomorfos. Essas representações são típicas na região de Lagoa Santa e foram tradicionalmente associadas à expressões estilísticas tardias (i.e. pós Holoceno médio). Entretanto, a Lapa do Santo apresenta um caso excepcional de datação segura de grafismos rupestres indicando que esse estilo já estava presente na região há pelo menos 10.000 anos trás. Trata-se de uma representação antropomorfa filiforme, extremidades tridigidatas e cabeça em forma de "C", com dimensões aproximadas de 40 x 20 centímetros. Devido a presença de um falo ereto, a figura foi apelidada de "taradinho" pelo professor Walter Neves.

## Dieta, saúde e mobilidade
O estudo do registro arqueológico da Lapa do Santo resultou numa das mais ricas caracterizações da dieta dos grupos humanos que habitavam o Brasil central durante o Holoceno inicial. Análises de isótopos estáveis de carbono e nitrogênio indicam um consumo de proteínas de origem predominantemente vegetal. A análise zooarqueológica identificou consumo de mamíferos de médio e pequeno porte tais como cervídeos, porcos do mato, tatus e pequenos roedores ou marsupiais. A análise da saúde bucal indica uma alta freqüência de caries entre as mulheres sugerindo o consumo elevado de carboidratos ou alimento cariogenico. Isótopos de estrôncio são indicadores de mobilidade. Análise dos esqueletos da Lapa do Santo indicam para um predominio de indivíduos que nasceram, cresceram e foram sepultados na própria região de Lagoa Santa.

## Tecnologia lítica e esqueletal

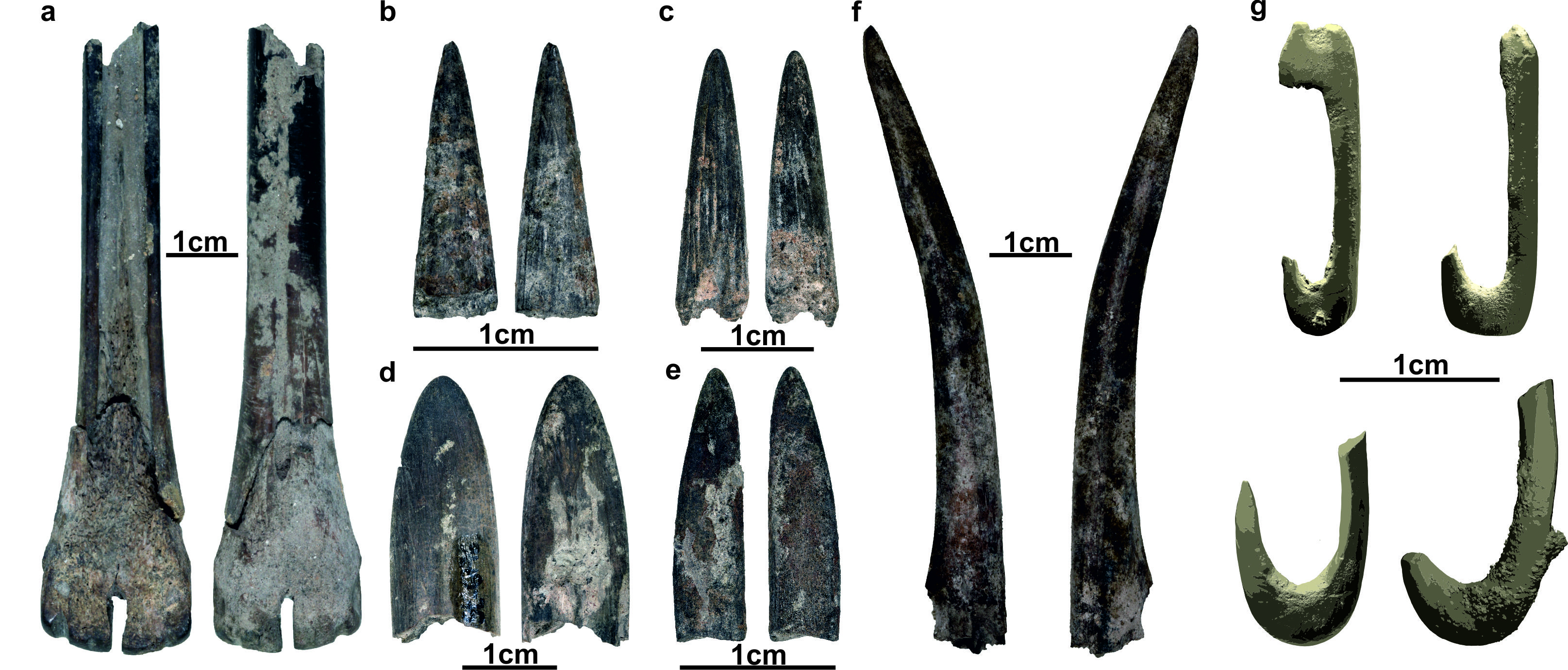
Indústria óssea do Holoceno Inicial

A Lapa do Santo apresenta um abundante registro da tecnologia lítica utilizada pelos grupos humanos que habitavam o Brasil central durante o Holoceno Inicial e Média. Em sua grande maioria esse tecnologia lírica se baseava no lascamento de cristais prismáticos de quartzo hialino de tamanho pequeno a médio. O resultado são milhares de lascas e núcleos com dimensão media de 3x2x1cm. Além do quartzo hialino também foram utilizadas, ainda que de forma marginal, outras materias primas tais como silexito e arenito silicificado. A função exata dessa tecnologia ainda é tema de debate mas imagina-se que as lascas eram utilizadas para processar materia vegetal tais como madeira ou tubérculos. Também foi sugerido que as pequenas lascas eram encabadas em instrumentos compostos.
As lascas e núcleos compre a esmagadora maioria dos liticos da Lapa do Santo. Entretanto, uma ponta de projétil foi encontrada no pacote do Holoceno Inicial. A ponta tem quatro centímetros de comprimento e apresenta um pseudo-pedúnculo. A aparência inacabada sugere tratar-se de uma pré-forma. A presença dessa ponta levanta a questão sobre a representatividade das indústrias encontradas nos abrigos. Ainda nos níveis do Holoceno inicial também foram encontradas lâminas "de machado" produzidas por lascamento e polimento incompleto em hematita (dimensão aproximadas de 10x7x3 centímetros). A função exata desse artefato é desconhecida mas assume-se que eram utilizadas como machados ou ancinhos no manejo da cobertura florestal da região.  Nos níveis mais recentes foram encontrados laminas de machado polida mais semelhantes àquelas comumente associadas à ocupações ceramistas na região. Na Lapa do Santo também foi documentada uma rica indústria de artefatos feitos sobre ossos de animais que inclui pontas, espátulas, furadores e anzóis.

## Afinidades morfológicas
A relação de ancestralidade entre os grupos humanos que ocuparam a região de Lagoa Santa durante o Holoceno Inicial e os atuais nativos americanos é tema de longa controvérsia. Até o recente advento da arqueogenética, a possibilidade de extração e análise do DNA de ossos antigos, inferências sobre relações de ancestralidade eram feitas a partir da comparação anatômica de traços fenotípicos. Particularmente, estudos da morfologia craniana foram centrais nesse debate na medida em que alguns antropólogos sugerem que existe uma diferença marcante entre a morfologia dos grupos antigos e recentes, o que refletiria a chegada ao continente americano de duas populações distintas. Estudos craniométricos de indivíduos da Lapa do Santo indicam que eles apresentam morfologia semelhante aos demais esqueletos da região de Lagoa Santa.  Também foram realizadas análises de traço métricos de dente.

## Arqueogenética
Uma equipe internacional envolvendo pesquisadores da Universidade de São Paulo, do Instituto Max Planck e da Universidade de Harvard conseguiram extrair e sequenciar DNA de 11 indivíduos da Lapa do Santo. Trata-se da primeira tentativa bem sucedida de análise genética a partir dos esqueletos antigos da região de Lagoa Santa. Os resultados contribuem de forma importante para a reconstrução da história populacional do continente Americano.

#### Marcadores uniparentais: Haplogrupos mitocondriais e cromossomo X
DNA mitocondrial foi extraído de  11 indivíduos e os seguintes haplogrupos identificados: A2=5, B2=3, C1d1=1, D4h3a=2.  A presença do haplogrupo D4h3a mostra que a hipótese de que ele estaria associado à expansões costeiras não se sustenta. O mitogenoma do esqueleto de Anzick-1 - associado à cultura Clóvis - também apresenta haplogrupo D4h3a reforçando a existência de afinidades genéticas entre Clóvis e Lagoa Santa que foi descrita a partir do DNA nuclear. Dados referentes ao cromossomo Y estão disponíveis para quatro indivíduos da Lapa do Santo. Quatro deles apresentam o haplogrupo raro Q1a2a e um deles o haplogrupo extremamente raro C2b. Este último haplogrupo tem presença tão restrita na América hoje que foi proposto como representando a chegada de uma população ao continente após 6000 anos atrás, possívelmente por uma rota trans-pacífica. Naturalmente, os dados genéticos da Lapa do Santo invalidam essa hipótese.

### Arqueogenômica
DNA nuclear foi extraído de 7 indivíduos da Lapa do Santo. Análises comparativas considerando cerca de 1 milhão de posições no genoma indicam que os indivíduos da Lapa do Santo e todos os demais grupos Nativo Americanos - passado e presente - compartilham uma origem única e comum nas populações que vieram da Ásia para a América através do Estreito de Bering cerca de 20 mil anos atrás. Portanto, inexistem afinidades genéticas extra-continentais dos Povos de Lagoa Santa com populações da África ou da Austrália. Os dados genômicos também indicam que um dos indivíduos da Lapa do Santo apresenta o alelo ancestral do gene EDAR, que afeta a forma em pá dos dentes incisivos, densidade de glândulas sudoriperas, grossura do fio do cabelo e padrões de ramificação das glândulas mamárias.

## Os esqueletos humanos da Lapa do Santo
Foram exumados 26 sepultamentos humanos da Lapa do Santo. Todos os sepultamentos pertencem ao período mais antigo de ocupação do sítio tendo sido datados entre ca. 10.000 e 8.000 anos atrás. Os sepultamentos da Lapa do Santo registram uma ampla diversidade de práticas funerárias incluindo o enterro direto simples, cremação, decapitação, remoção de partes anatômicas, enterro secundário de multíplos indivíduos, descarnamento e amputação de membros anatômicos.

### Os padrões de sepultamento da Lapa do Santo[50]
Os 26 sepultamentos humanos da Lapa do Santo foram classificados em seis padrões funerários com base em sua cronologia e feições compartilhadas.

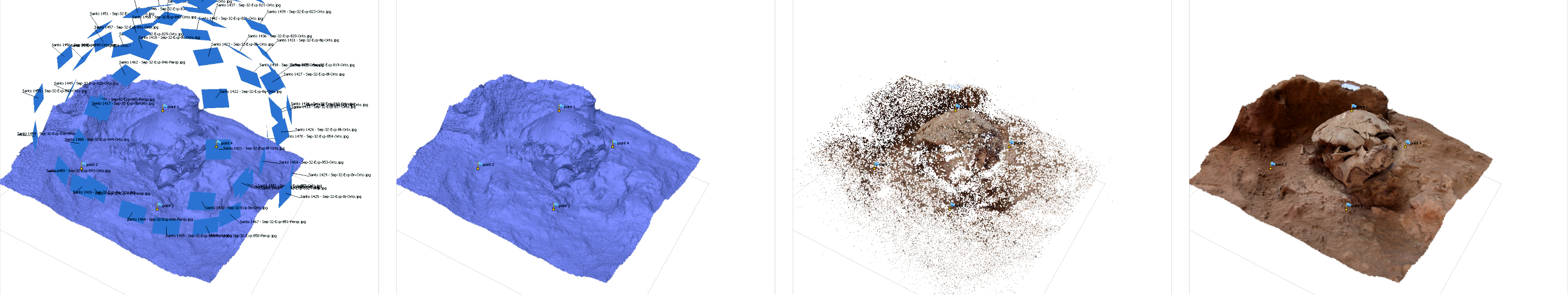
Na Lapa do Santo cada sepultamento é documentado de forma tridimensional através de fotogrametria. Exemplo do Sep. 32.

O Padrão Funerário da Lapa do Santo 1 (PFLS-1) está datado entre 9.700 e 10.600 anos atrás e é caracterizado por enterros primários sem sinais de manipulação do corpo, incluindo os sepultamentos 1 e 27.
O Padrão Funerário da Lapa do Santo 2 (PFLS-2) está datado entre 9.400 e 9.600 anos atrás e pode ser subdividido em três categorias: PFLS-2a (sepultamentos 21 e 26), PFLS-2b (sepultamentos 9, 14, 17, 18 e 23) e PFLS-2c (ossos isolados). O PFLS-2a é caracterizado por esqueletos parciais mas plenamente articulados com presença de marcas de descarnamento. O sepultamento 21 teve as diáfises de ambas tíbias e fíbulas removidas por corte enquanto os tecidos moles ainda estavam presentes. O sepultamento 26 é um caso de decapitação com as seis primeiras vértebras cervicais em posição anatômica e osso hióide ausente. Sobre o crânio estavam presentes as duas mãos que foram amputadas na altura do pulso. Análises das marcas de corte por microscopia eletrônica e confocal indicam que o agente cortante muito possivelmente eram lascas de pedra. O PFLS-2b é caracterizado por covas preenchidas com os ossos plenamente desarticuladas de até cinco indivíduos apresentando uma forte seleção de partes anatômicas. Alguns ossos tinham evidência de exposição ao fogo, aplicação de pigmento vermelho, descarnamento, corte e remoção intencional dos dentes. Os sepultamentos 14, 17 e 18 eram compostos por um fardo de ossos longos de um ou dois indivíduos depositado junto ao crânio e/ou mandíbula individualizados de um outro indivíduo. Fardos compostos por ossos longos de sub-adultos estavam associados com crânios de adultos, e vice-versa. Os ossos longos dos fardos comumente eram cortados de forma a individualizar a diáfise das extremidades proximais e distais. Marcas negras indicativas de queima limitadas a porção anterior da margem alveolar do maxilar indicam possível exposição ao fogo com presença de tecidos moles. A ocorrência de tais marcas em associação com sinais de descarnamento sugerem que no PFLS-2 alguma forma de canibalismo pode ter ocorrido. Nos sepultamentos 17 e 18 todos os dentes foram intencionalmente removidos e no caso desse último ambos processos coronóides da mandíbula foram perfurados. Pigmento vermelho (ocre) foi amplamente aplicado nos ossos dos sepultamentos 14 e 18. O sepultamento 23 é composto pela calota craniana de um indivíduo subadulto dentro da qual foram depositados 54 dentes permanentes e 30 dentes decíduos. Dentre esses dentes, alguns pertenciam ao crânio do sepultamento 17. O Sepultamento 9 era constituído por um crânio isolado de uma criança. Os dentes foram removidos e uma “montagem” de ossos e dentes foi encontrada a cerca de 15 cm do crânio. O PFLS-2c é caracterizado por ossos isolados que apresentam sinais de corte e queima e que não foram encontrados como parte de sepultamentos formais. Em alguns casos apresentam marcas de roedores, indicando que possivelmente ficaram expostos em superfície antes de terem sido enterrados.
O Padrão Funerário da Lapa do Santo 3 (PFLS-3) está datado entre 8.2-8.6 cal maAP e incluí nove sepultamentos: 6, 7, 10, 11, 12, 13, 15, 19 e 22. Esses sepultamentos são caracterizados por covas circulares rasas completamente preenchidas por ossos de um único indivíduo e que estavam quase sempre totalmente desarticulados. Indivíduos adultos e sub-adultos e de ambos os sexos foram identificados. Estruturas circulares compostas por blocos de calcário recobriam alguns dos sepultamentos, mas também ocorriam sem estarem diretamente associadas a eles. Não foi observada nenhum tipo de seleção anatômica e com exceção de alguns ossos pequenos, a maioria dos elementos do esqueleto estava presentem. Os ossos longos de diversos indivíduos adultos apresentam uma profusão de fraturas perimortem incluindo as diagnósticas fraturas do tipo asa de borboleta. Os processos responsáveis pelo fraturamento bem como a razão de sua existência não são conhecidos. Os sepultamentos do PFLS-3 são muito similares uns aos outros, contrastando com a maior variabilidade observada para o PFLS-2. Além disso, elementos característicos desse último tais como presença de marcas de corte, remoção dos dentes, pigmento vermelho e marcas de queima não foram identificados no PFLS-3.
O Padrão Funerário da Lapa do Santo 4 (PFLS-4) foi definido com base em apenas dois sepultamentos (seps. 2 e 3) que apresentavam um único esqueletos articulados cujos ossos dos membros estavam ausentes. No caso do Sepultamento 2, os ossos dos membros superiores estavam ausentes e, no caso do Sepultamento 3, tanto os ossos dos membros superiores como dos membros inferiores estavam ausentes. Em ambos os casos, a ausência dos membros não levou à presença de marcas de corte e estudos futuros devem investigar a possibilidade de uma origem tafonômica para essa ausência. Ambos os esqueletos pertencem a indivíduos adultos, sendo que o Sepultamento 2 foi estimado como do sexo feminino e o Sepultamento 3 foi estimado como do sexo masculino.
O Padrão Funerário da Lapa do Santo 5 (PFLS-5) foi definido com base no Sepultamento 5 no qual os ossos de um único indivíduo adulto e do sexo feminino apresentando uma profusão de marcas de descarnamento foram organizados na forma de um feixe. O Padrão Funerário da Lapa do Santo 6 (PFLS-6) foi definico a partir do Sepultamento 8 no qual foi observada a cremação total. Os ossos calcinados de um único indivíduo adulto e do sexo feminino (devido ao avançado grau de calcinação essa estimativa de sexo deve ser vista com cuidado) preenchiam uma cova circular. Dentro dela não foram encontrados carvões, indicando que a queima ocorreu em outra localidade. Trata-se de um caso muito raro na região de Lagoa Santa onde praticamente inexistem esqueletos totalmente cremados.

### Sepultamento 1 da Lapa do Santo

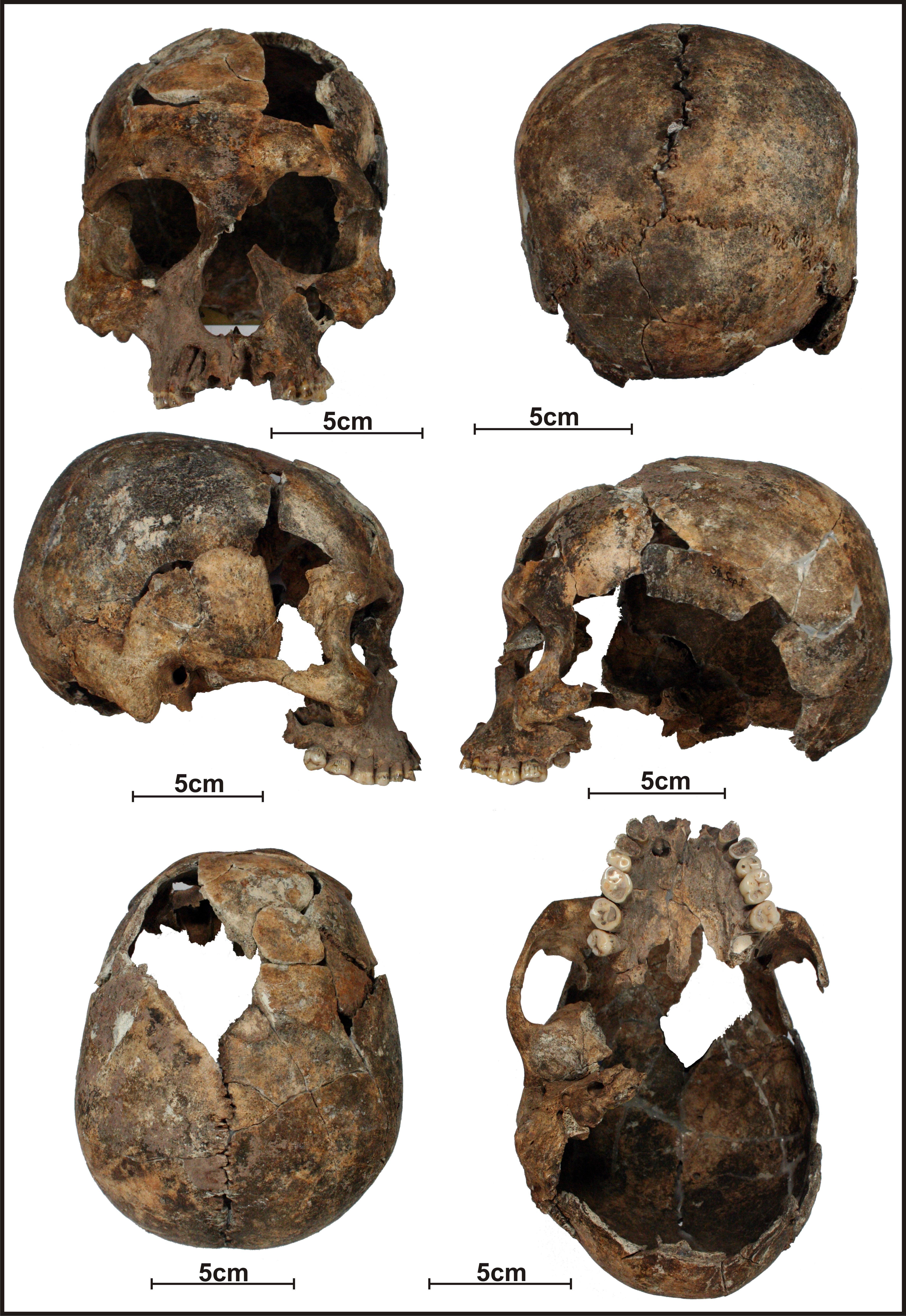
Cranio do Sepultamento 1

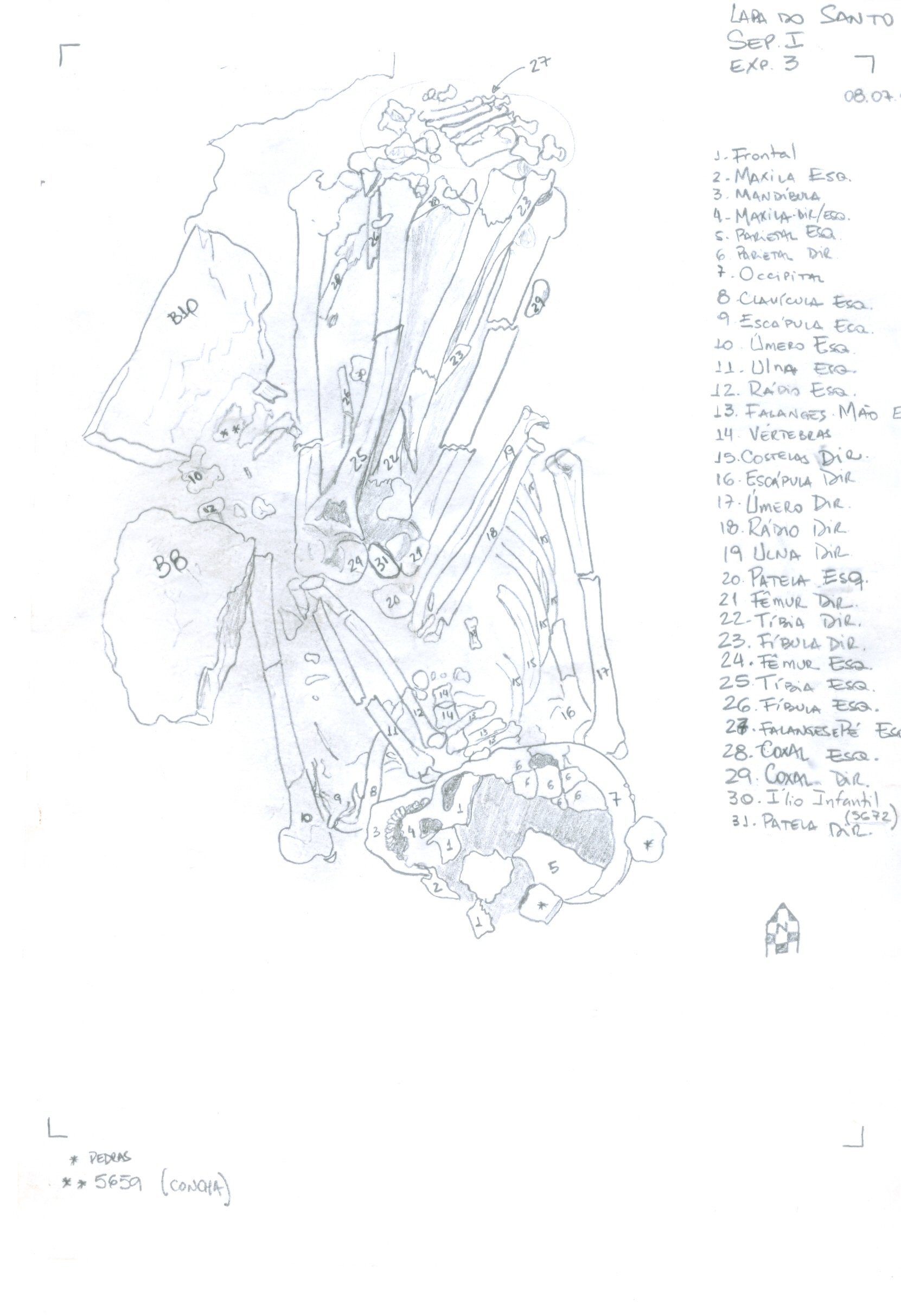
Sepultamento 1, croqui de escavação.

Esqueleto plenamente articulado e completo de um indivíduo adulto do sexo masculino. Estava em decúbito dorsal com os membros inferiores fletidos sobre o tórax. Sobre o cadáver foram depositados blocos de calcário. A partir do terceiro molar superior esquerdo foi diretamente datado entre 10.173 e 9.695 anos atrás.

### Sepultamento 2 da Lapa do Santo
Esqueleto articulado incompleto de um indivíduo adulto do sexo feminino. A disposição dos membros inferiores e da coluna indica que o indivíduo foi enterrado em posição sentada ou ajoelhada, com o tronco tombado para frente. Estavam ausentes os ossos do braço, da mão e do ombro (escápula e clavícula). Ainda que partes de quase todas as regiões do crânio tenham sido recuperadas, ele estava muito fragmentado e disperso, tornando impossível afirmar que ele ocupava uma região específica no enterramento. Não foram observados sinais de queima, corte ou aplicação de ocre. Ainda assim, a ausência dos ossos dos membros superiores não parece poder ser explicada pela presença do enorme bloco de calcário sobrejacente ou por qualquer outro tipo de agente pós-deposicional. Mesmo que esses ossos tivessem sido cominuídos pelo peso do bloco, seria esperado que, pelo menos em algum grau, vestígios dos mesmos fossem encontrados. O  próprio grau de seleção anatômica também diminui as chances de que tenham sido processos naturais os responsáveis pela ausência dos membros superiores no sepultamento. O Sepultamento 2 foi diretamente datado a partir de um fragmento de costela entre 9.093 e 8.773 anos atrás.

### Sepultamento 3 da Lapa do Santo
É composto pelos ossos do tronco e da cabeça de um único indivíduo adulto do sexo masculino. Esses ossos incluem os dois coxais, o sacro, as vértebras, as costelas, o esterno, as clavículas, o crânio e a mandíbula. Todos esses ossos, com possível exceção do crânio, estavam perfeitamente articulados em sua posição anatômica. O corpo encontrava-se hiperfletido de maneira que o crânio estava sobre a pélvis e a coluna estava fortemente curvada. Apesar da ausência dos membros, é possível afirmar que o corpo se encontra em decúbito lateral esquerdo. Tanto o crânio como a pélvis estavam muito fragmentados, impedindo sua plena remontagem. Ainda assim, fragmentos representando todas as regiões do crânio e da pélvis foram identificados em laboratório. O sepultamento estava praticamente aflorando em superfície, de maneira que existe a possibilidade de que a ausência dos ossos longos, do pé e da mão poderia ser resultado de processos erosivos. Entretanto, parece pouco provável que processos naturais fossem capazes de selecionar partes anatômicas de forma tão eficaz. Além disso, na medida em que o corpo se encontrava em decúbito lateral esquerdo, a ação da erosão removeria apenas os membros do lado direito e não todos os membros como de fato ocorreu. Por outro lado, parece razoável que a proximidade à superfície seja responsável pela ausência da parte posterior e basal do crânio. Este se encontrava articulado em oclusão com a mandíbula (ou seja, a boca estava fechada). A face estava voltada para baixo fazendo com que a parte posterior do crânio fosse uma das regiões do esqueleto que estavam localizadas mais acima na cova. Portanto, seria natural que a proximidade à superfície levasse à sua fragmentação e posterior remobilização. Existe a possibilidade de que o crânio parecia ter sido removido de sua posição original, pois o atlas e o áxis estavam localizados no topo do maxilar, com o primeiro acima do segundo.

### Sepultamento 6 da Lapa do Santo
Cova circular com aproximadamente 20 cm de diâmetro dentro da qual estava presente o esqueleto completo de um único indivíduo de idade estimada de 5 anos. Os ossos encontravam-se fragmentados e caoticamente distribuídos.

### Sepultamento 8 da Lapa do Santo

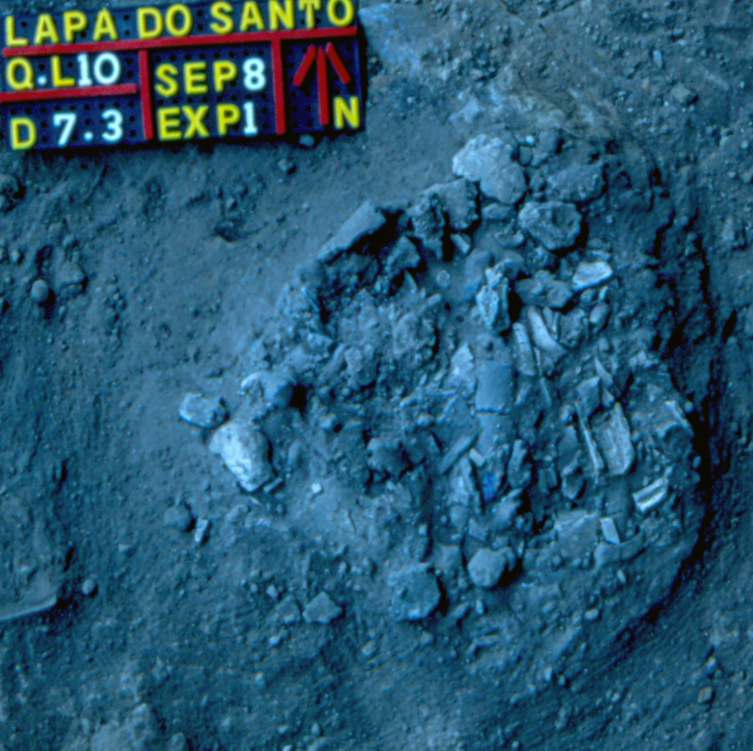
Foto em campo do Sepultamento 8 - única cremação da Lapa do Santo

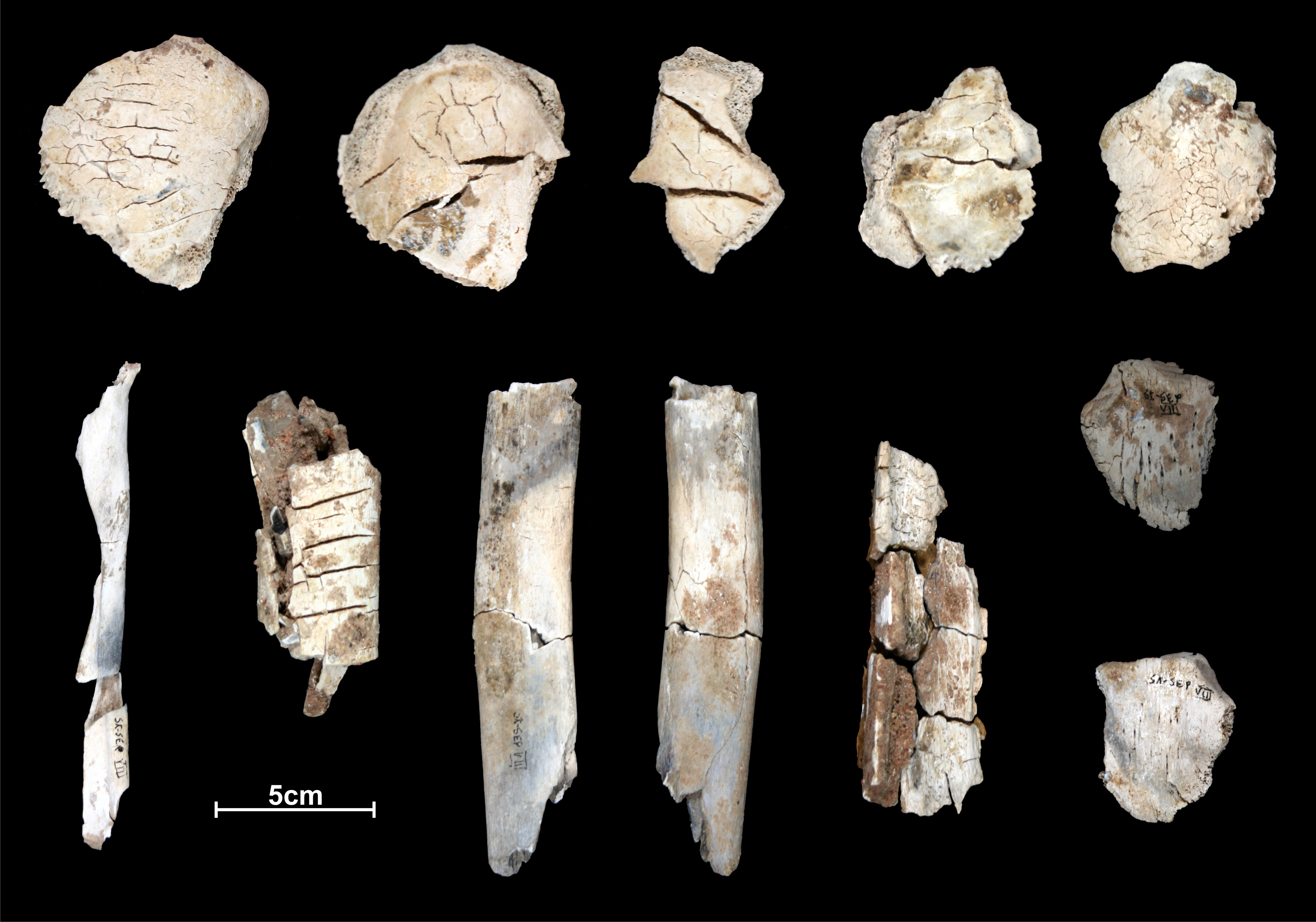
Ossos cremados do Sepultamento 8 com feições indicativas de que os tecidos moles ainda estavam presentem durante a queima.

Este sepultamento é o único do sítio que pode ser classificado como uma cremação. A pequena cova circular com circunferência de 20 centímetros de diâmetro continha fragmentos de ossos calcinados dispostos de forma caótica. Não havia carvões junto à cova. Apesar de muito fragmentados, foram encontrados ossos de todas as regiões do esqueleto. Não foi possível determinar regiões do corpo que tenham sido mais ou menos expostas à fonte de calor. O padrão transversal de fraturas presentes nas diáfises de alguns ossos indica que estes ainda estavam frescos quando foram cremados. Quase a totalidade dos ossos apresenta cor branca intensa (Gley 2), indicando o grau máximo de queima. Ainda assim, alguns poucos ossos apresentam cores escuras, refletindo uma queima de menor intensidade. A ausência de carvões junto aos ossos indica que a queima foi realizada em outra localidade (não necessariamente fora do sítio).

### Sepultamento 9 da Lapa do Santo

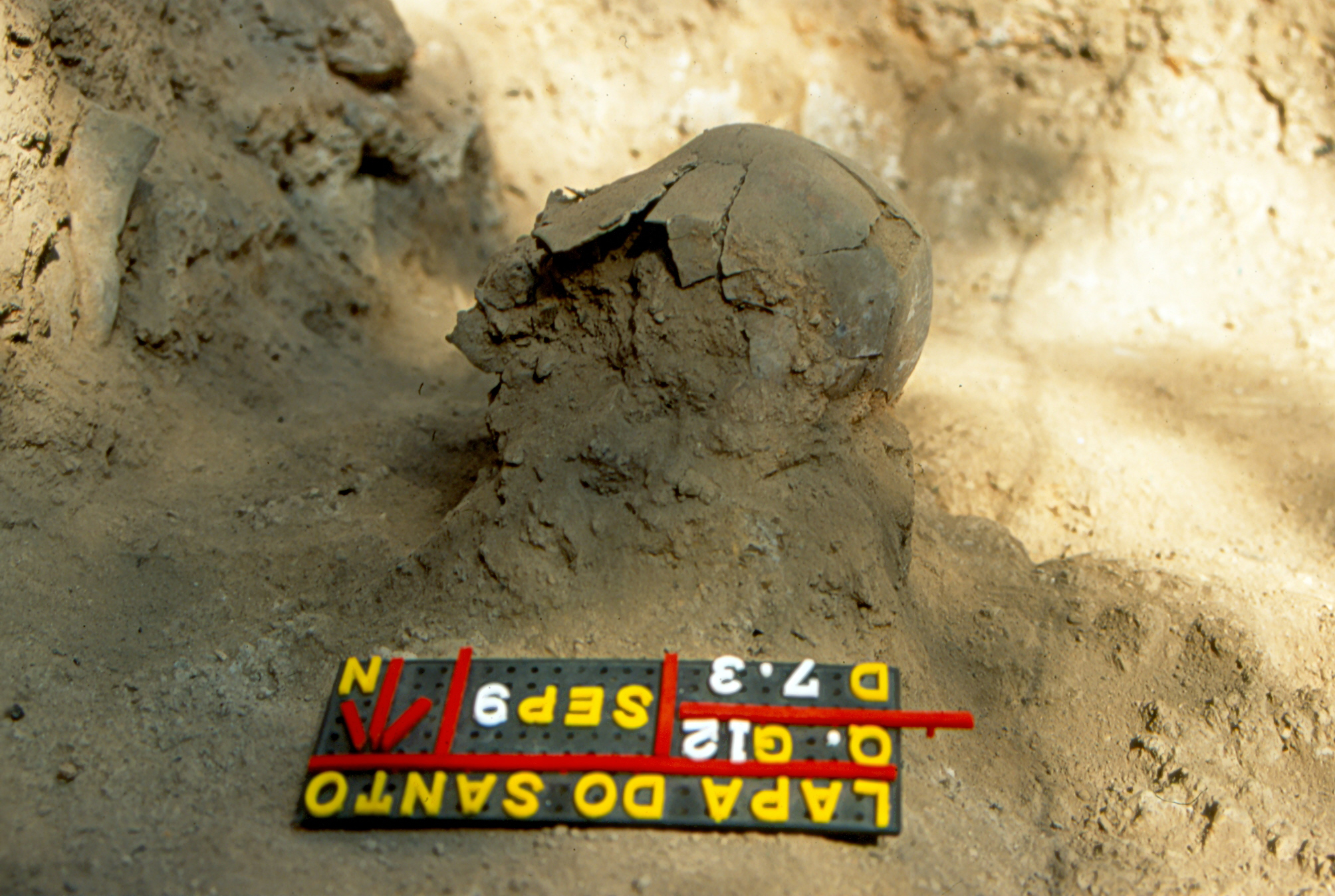
Sepultamento 9. Crânio de criança.

Esse sepultamento era composto por um único indivíduo subadulto do qual estavam presentes o crânio, a mandíbula, poucos fragmentos de costelas e partes da bacia. O neurocrânio foi encontrado repousando sobre seu lado esquerdo, com a face ligeiramente inclinada para baixo e voltada para o norte. O neurocrânio estava completamente preenchido por sedimento. Os demais ossos estavam próximos ao neurocrânio. Os ossos da bacia, o temporal e a mandíbula estavam unidos por concreção. Ainda que apenas o neurocrânio tenha se preservado integralmente, os ossos do maxilar, os da base do crânio, e a mandíbula também estavam presentes. Os alvéolos da mandíbula e do maxilar estavam vazios, com exceção dos primeiros molares permanentes e de alguns germes de dentes permanentes. Possivelmente os dentes foram intencionalmente removidos. Próximo a esses ossos foi encontrado um conjunto de dentes e ossos humanos cortados que foi coletado com número de identificação 2253. Os ossos cortados poderiam ser contas de um colar. O conjunto foi exposto ao fogo levando a clivagem de alguns dentes. Não é possível ter certeza da exata natureza desse conjunto.

### Sepultamento 10 da Lapa do Santo

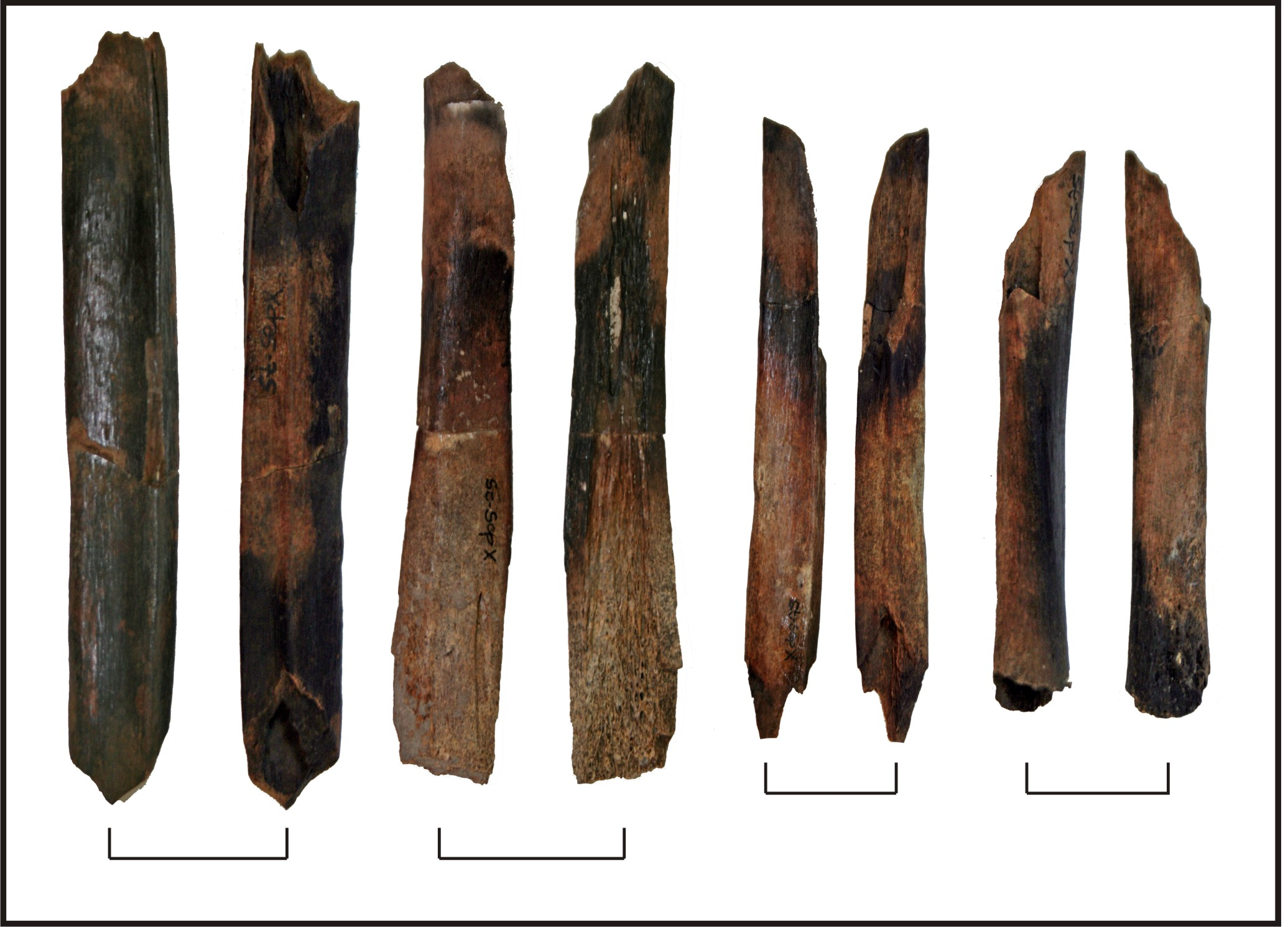
Sepultamento 10 - Detalhe das marcas de queima nos ossos longos.

O sepultamento 10 é composto pelos ossos de um único indivíduo adulto do sexo feminino. A cova tinha cerca de 40 centímetros de diâmetro e apresentava contorno circular. A cova estava totalmente preenchida, quase não havendo espaços vazios entre os ossos. Apesar dos ossos estarem muito fragmentados todas as principais partes do esqueleto foram identificadas. Ossos do crânio, incluindo o maxilar (nenhum dente superior foi encontrado), a clavícula e a escápula são as principais ausências. Por outro lado, ossos pequenos como carpos, tarsos e patelas foram recuperados. Os ossos estavam dispostos de forma caótica não havendo qualquer lógica anatômica entre a maioria deles. De maneira geral, é possível dizer que na parte superior do conjunto de ossos encontravam-se os dois coxais e que abaixo deles estavam as costelas e ossos longos. Na base do enterramento estavam as vértebras, o sacro e a mandíbula. Foi possível observar dois conjuntos formados por quatro e três vértebras, respectivamente, que estavam totalmente articuladas. Na base da cova, abaixo dos ossos, foram evidenciados alguns blocos e uma concentração de carvão. Os ossos apresentavam marcas de queima que, em sua maioria, apresentavam cores escuras indicando que eles não chegaram a ser calcinados (Figura 8.10.18). Não foram observadas fissuras transversais indicativas de que os ossos estavam verdes durante a ação do fogo. Além disso, alguns fragmentos de diáfise de osso longo apresentam sinais de queima tanto na sua superfície externa como interna, atestando que o evento de quebra/fragmentação precedeu o evento de exposição à fonte de calor. Além disso, o tipo de quebra nos ossos longos é característico de ossos verdes, estando presente não apenas quebras espiraladas como também uma fratura do tipo asa de borboleta na diáfise do fêmur direito. Não foram observados sinais de corte ou aplicação de ocre.

### Sepultamento 11 da Lapa do Santo

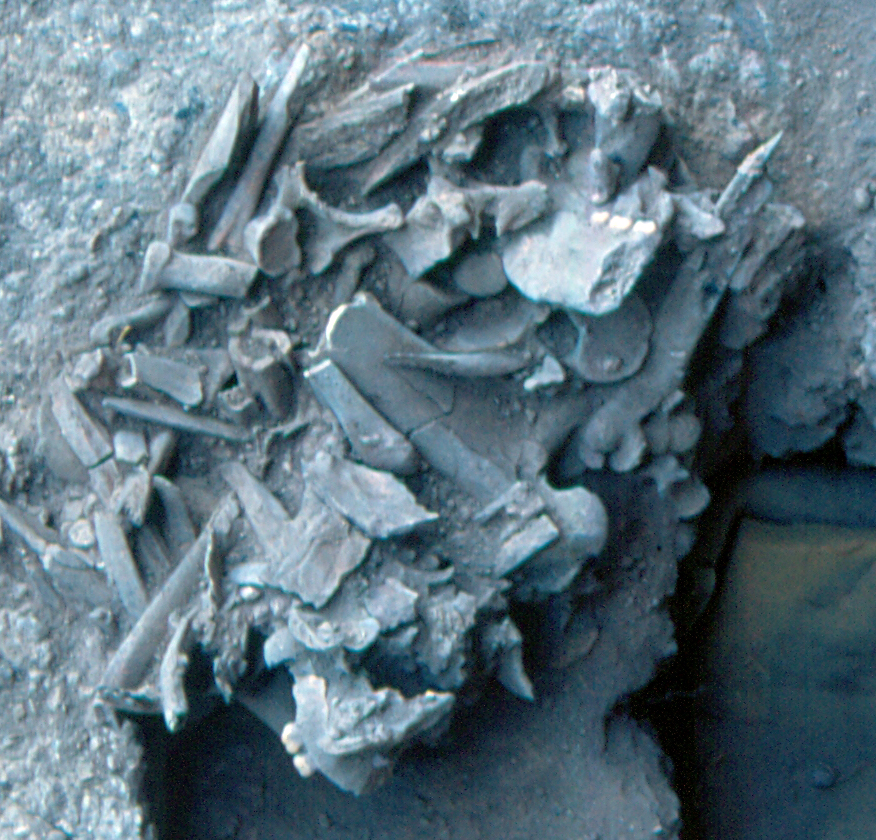
Sepultamento 11. Pequena cova circular com ossos de um esqueleto completo.

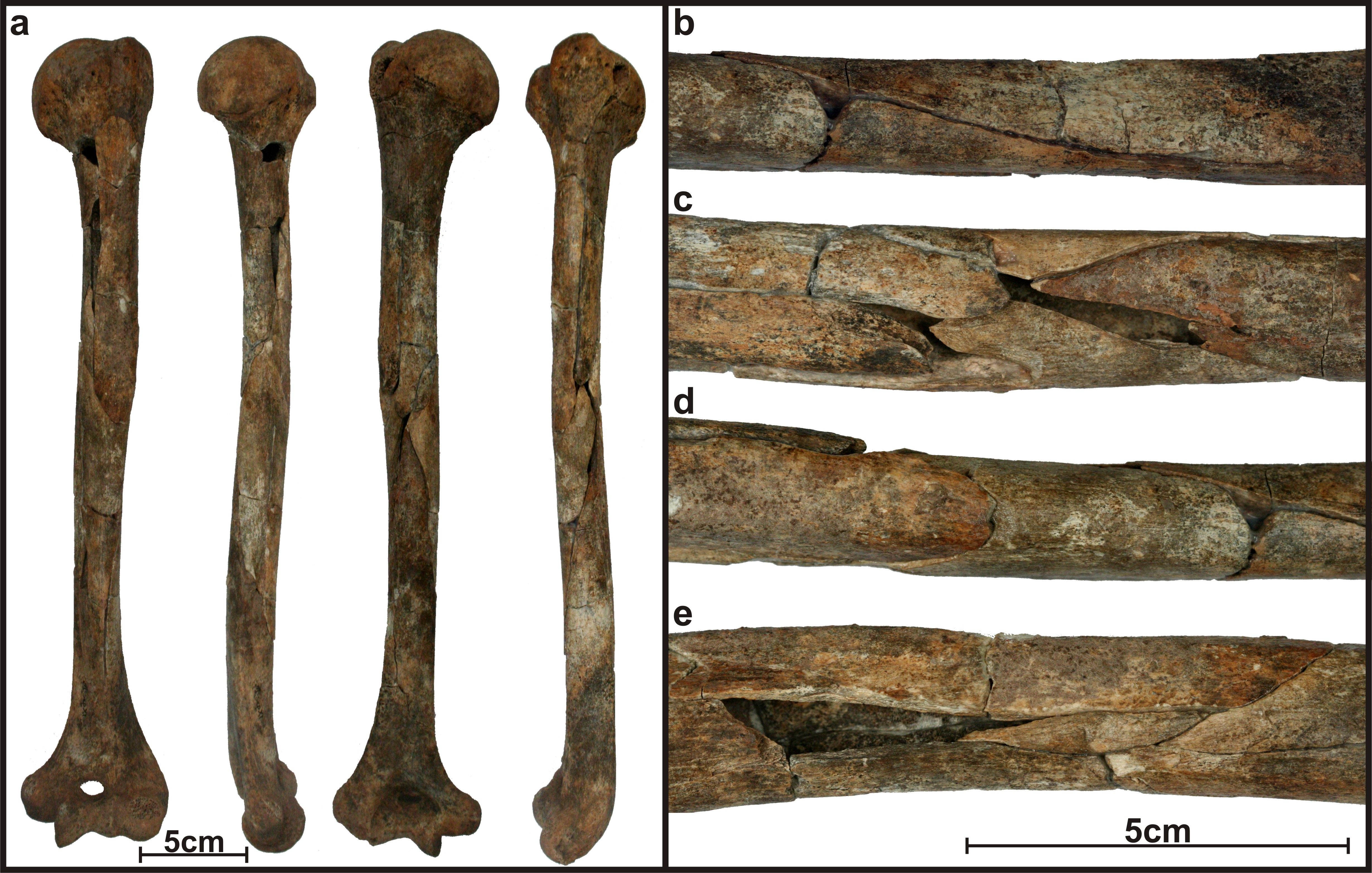
Fraturas não cicatrizadas no braço esquerdo.

O Sepultamento 11 era composto pelos ossos de um único indivíduo adulto do sexo masculino. A cova tinha contorno circular muito bem definido com cerca de 40 centímetros de diâmetro e 25 centímetros de profundidade. A cova estava totalmente preenchida, quase não havendo espaços vazios entre os ossos. Os ossos tocavam o limite da cova em toda sua extensão. Praticamente todos os ossos estavam presentes, mas não foi possível identificar nenhuma lógica anatômica entre eles. Além disso, ainda que os ossos longos pareçam se concentrar na metade sul da cova e as vértebras e costelas na metade norte, não foi possível determinar qualquer lógica mais clara na distribuição espacial dos ossos (ex. ossos da mão numa região, ossos do pé em outra). Apesar de terem sido amplamente remontados em laboratório, originalmente os ossos encontravam-se muito fragmentados. Parte dessa fragmentação pode ser atribuída à ação pós-deposicional da gravidade, como no caso do colapso da calota craniana. Entretanto, em outros casos, principalmente os ossos longos, fragmentos de um mesmo osso se encontram em posições muito distantes na cova. Nos ossos longos, a fragmentação ocorre preferencialmente na região central da diáfise. Em alguns casos, como o do úmero direito da exposição 5 e  o do fêmur e da ulna da exposição 6, o limite da cova nitidamente condiciona a fragmentação da diáfise. Em conjunto, isso parece indicar que a fragmentação dos ossos foi decorrência do processo de enterramento. Em grande parte essas são fraturas não cicratizadas (perimortem).

### Sepultamento 14 da Lapa do Santo

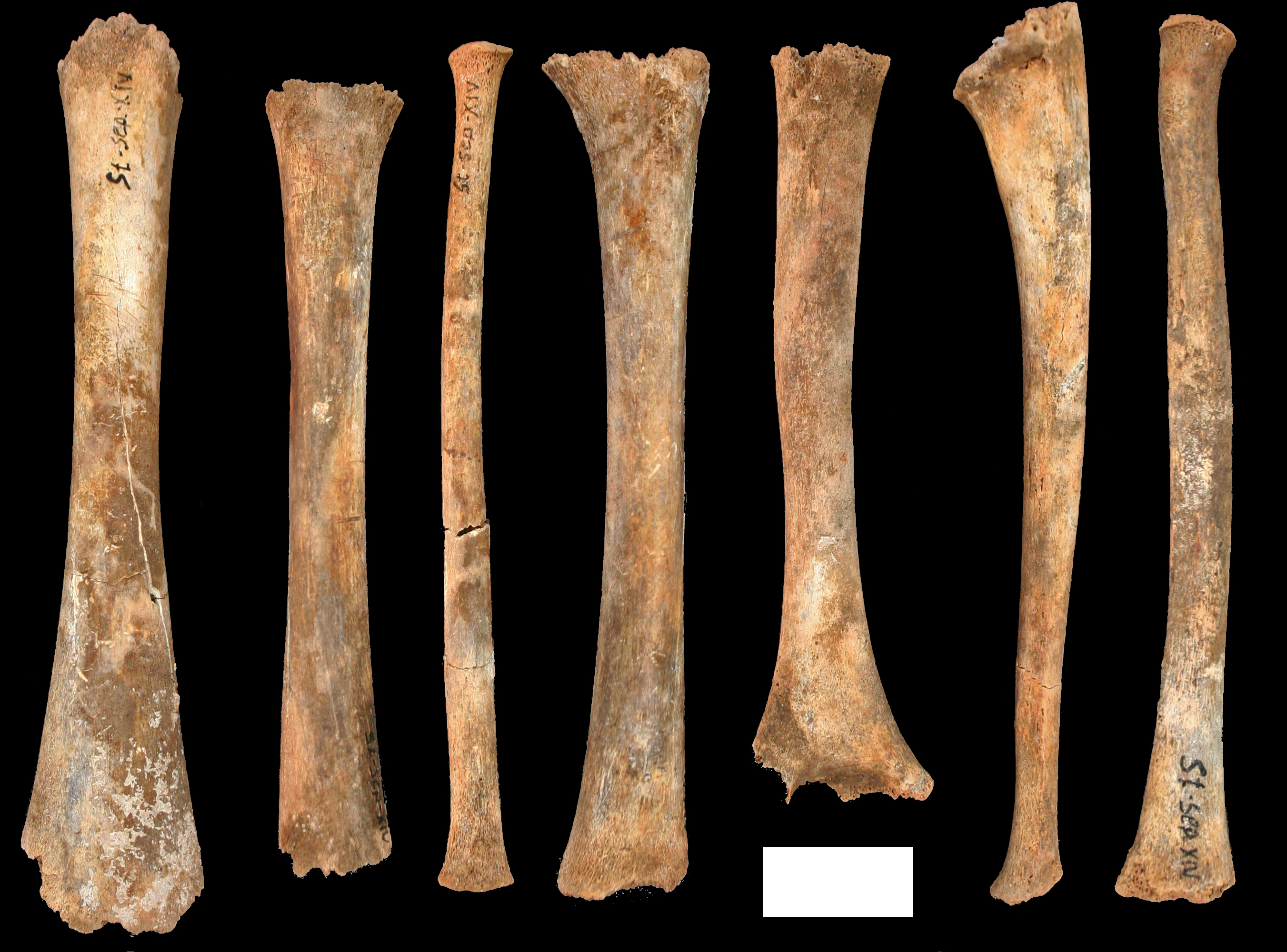
Os ossos longos do fardo pertenciam a uma criança de 1 ano e outra de 3 anos. As extremidades foram arrancadas e existem feições potencialmente compatíveis com marcas de mordidas humanas.

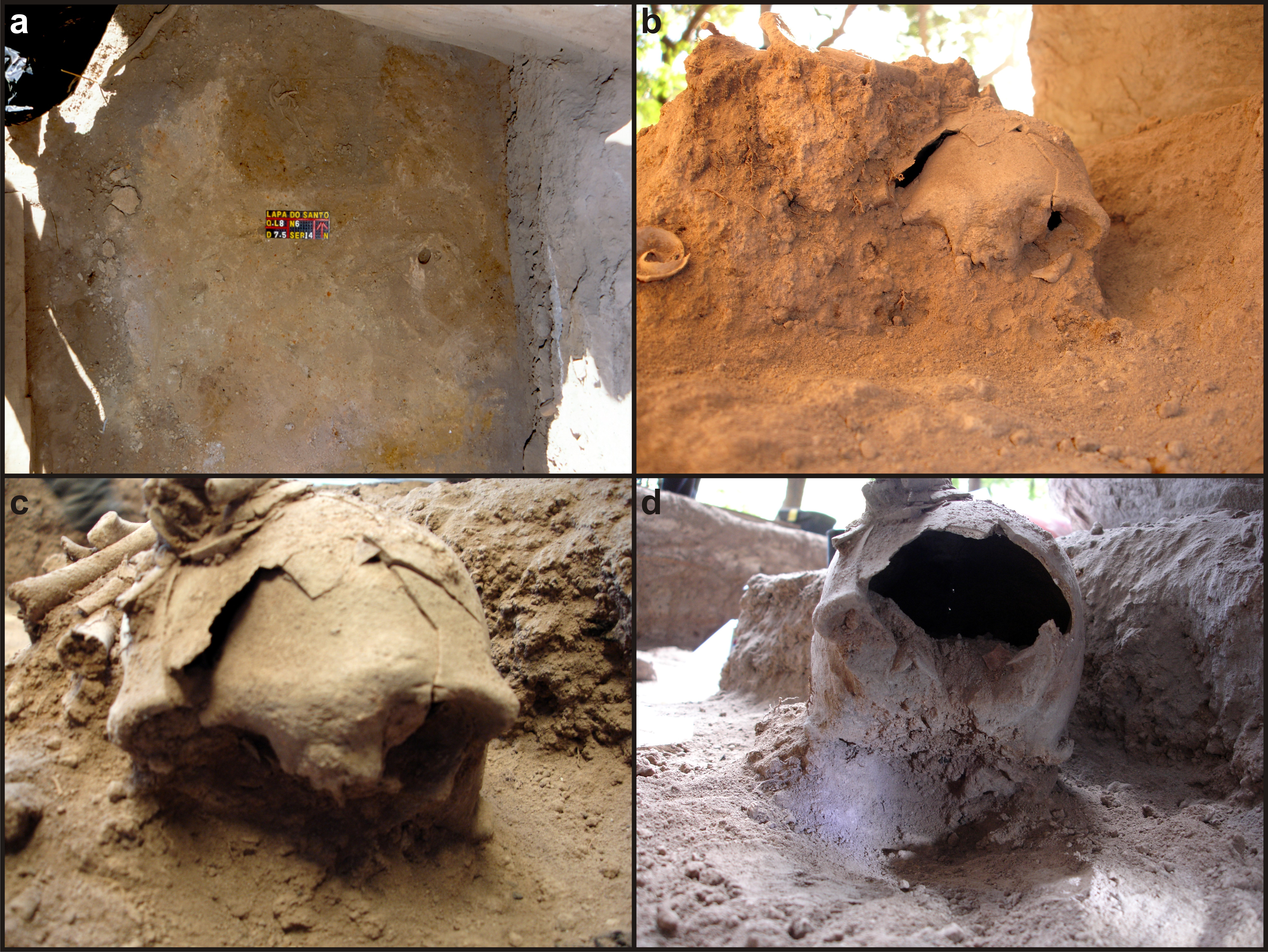
Processo de escavação do Sepultamento 14 - repare na presença de um crânio adulto sobre o qual foi depositado um conjunto de ossos de pós-cranio de duas crianças.

O Sepultamento 14 é composto por um crânio individualizado de um indivíduo adulto e pelos ossos pós-cranianos de dois indivíduos sub-adultos dispostos em fardo (idades estimadas de 1 e 3 anos). Manchas avermelhadas, seguramente decorrentes da aplicação de ocre, foram identificadas na parte basal e lateral das porções mais anteriores do crânio. Estas manchas são particularmente intensas na superfície superior das órbitas e nas fossas temporais. Não foram identificadas marcas de queima ou corte no crânio. O fardo de ossos era composto pelos seguintes ossos de um bebê de aproximadamente de 1 ano de idade: rádio direito, úmero esquerdo,extremidade proximal do úmero direito, tíbia esquerda, tíbia direita, fíbula direita, fêmur esquerdo, escápula esquerda, ílio esquerdo, púbis esquerdo, ísquio direito. Também faziam parte do fardo os seguintes ossos de uma criança de aproximadamente 3 anos de idade: rádio esquerdo, ulna esquerda, epífise proximal de fêmur esquerdo, escápula direita, escápula esquerda, ílio esquerdo, ílio direito, ísquio esquerdo, ísquio direito e púbis esquerdo. Diversos dos ossos que compunham o fardo apresentavam marcas de descarnamento ou remoção de partes anatômicas, particularmente a remoção das diáfises de suas extremidades.

### Sepultamento 15 da Lapa do Santo

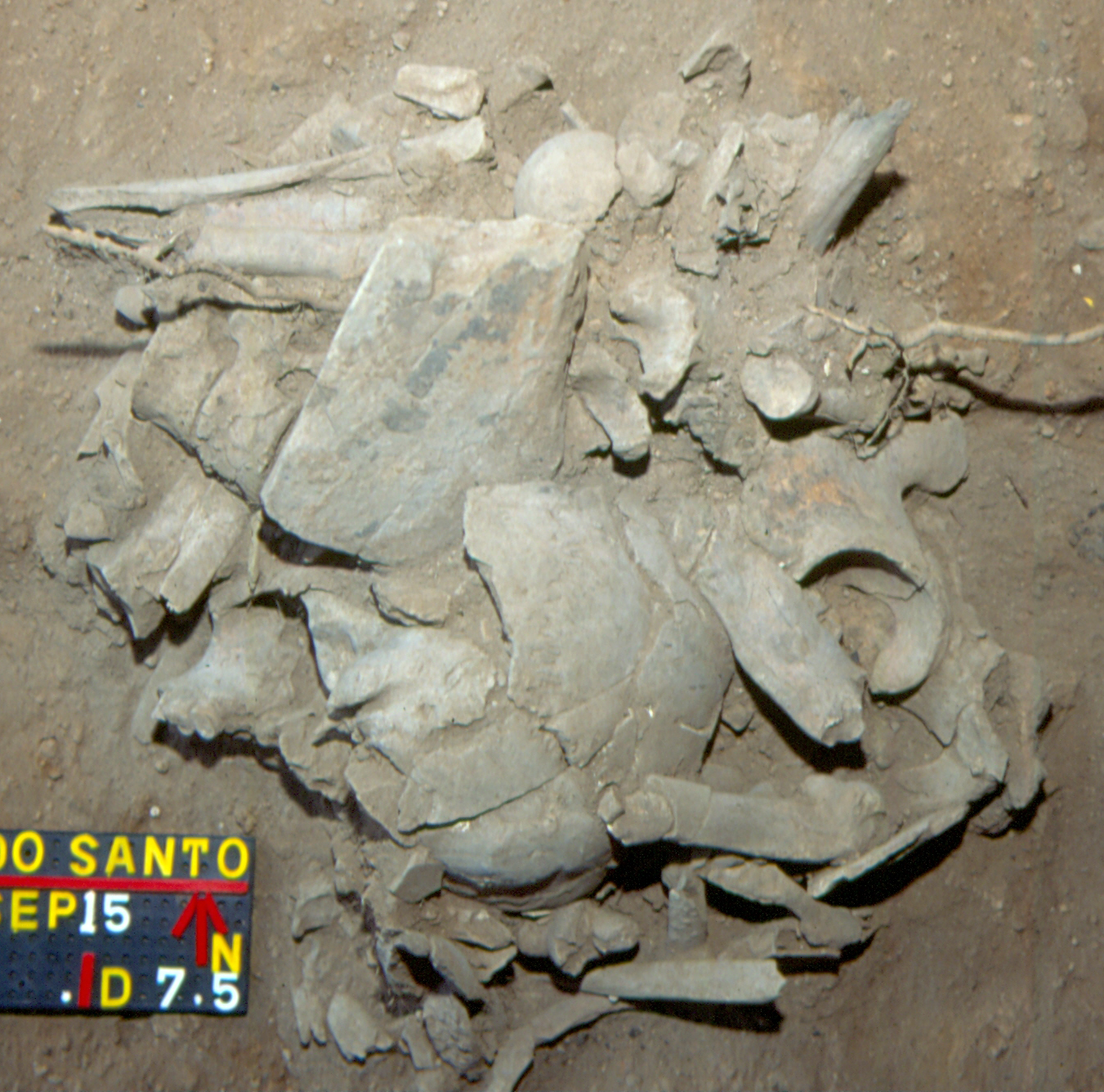
Sepultamento 15 era composto pelo esqueleto completo de um único indivíduo. Os ossos estavam dispostos de forma caótica dentro de uma cova circular de dimensões reduzidas.

O Sepultamento 15 é constituído pelos ossos de um único indivíduo masculino com idade estimada entre 35 e 45 anos. Praticamente todos os ossos do esqueleto desse indivíduo estavam presentes, inclusive ossos menores como carpos, tarsos, falanges, hióide e patela. Apesar da aparente falta de lógica anatômica alguns conjuntos expressivos mantiveram-se em conexão anatômica. No fundo da cova, abaixo de todos os outros ossos, foram encontrados ossos da mão e um fragmento distal da ulna esquerda. A simples presença de ossos de uma mesma região anatômica numa região tão circunscrita já seria suficiente para sugerir que esses estivessem articulados no momento da inumação. Além disso, pelo menos no caso do trapezóide direito com o segundo e o terceiro metacarpo direito e no caso de uma falange distal com uma falange intermediária os ossos estão, de fato, em conexão anatômica. Imediatamente acima desses ossos da mão, havia alguns fragmentos de costela, três ossos de pé (incluindo o 1º cuneiforme esquerdo), a escápula esquerda bastante fragmentada e um conjunto composto pelo coxal direito, coxal esquerdo o sacro e as últimas três vértebras lombares. Os ossos desse conjunto estavam em perfeita conexão anatômica. A terceira vértebra lombar parecia estar pressionada contra aquilo que foi a parede da cova, apresentando a parte anterior de seu corpo fragmentado. O crânio encontrava-se acima do osso da bacia. Ele estava de lado, apoiado sobre o parietal direito, com a face ligeiramente voltada para o fundo da cova. O crânio estava inteiro, ainda que um pouco deformado. O rádio direito foi encontrado dentro do crânio. Não parece que ele tenha sido intencionalmente colocado nessa posição, mas sim que devido ao espaço limitado da cova acabou “entrando” no crânio através da face.

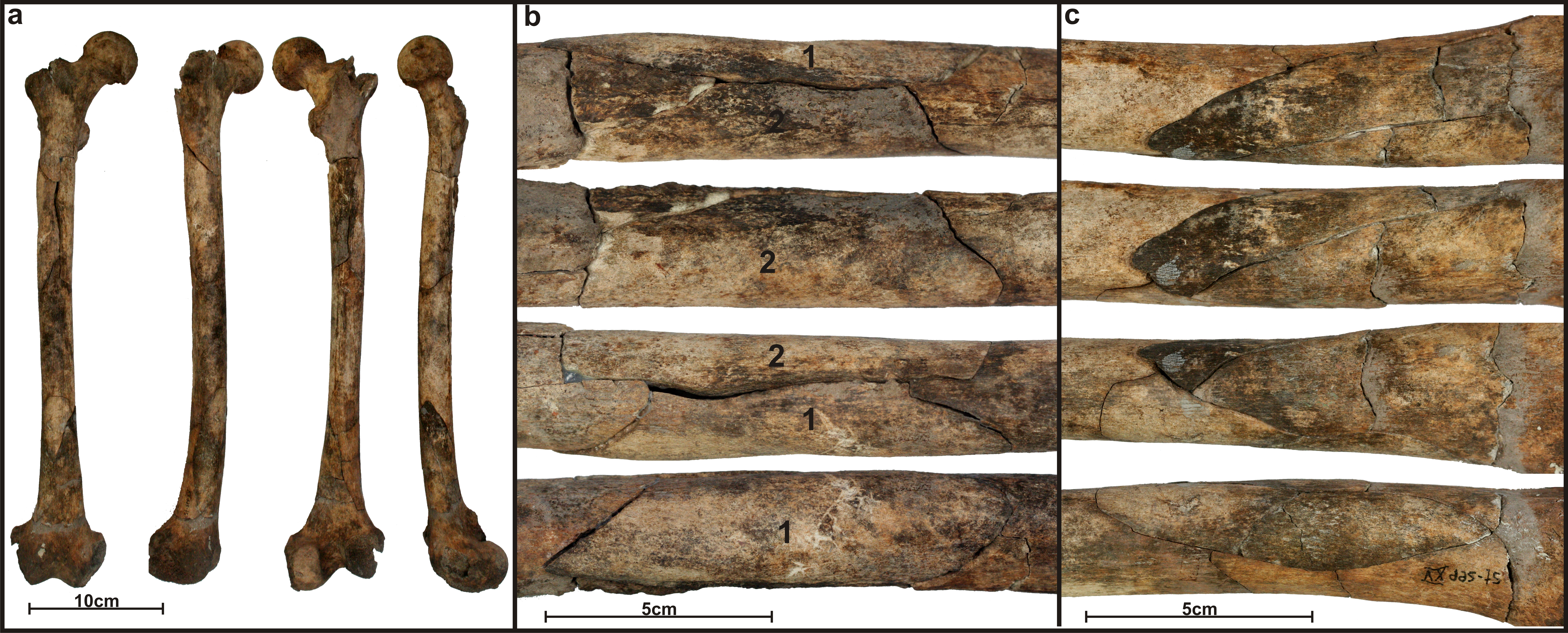
Fraturas ósseas não cicatrizadas (perimortem) são comuns em esqueletos da Lapa do Santo, como exemplifica esse fêmur direito do Sepultamento 15.

Os ossos longos estavam localizados em partes distintas da cova. Assim, as duas diáfises do fêmur estavam abaixo do crânio, na altura do coxal direito na parte sudeste da cova. Próximo ao crânio, sobre sua região temporal esquerda, na parte NW da cova, havia um conjunto de ossos longos que estavam próximos e paralelos entre si, orientados no sentido SW-NE. As duas ulnas e um fragmento distal de rádio esquerdo faziam parte desse conjunto de ossos que também incluía costelas. Uma das tíbias estava em posição vertical, com a superfície articular voltada para baixo. Ao lado, a metade distal de um fêmur também encontrava-se em posição vertical, com a superfície articular voltada para baixo. A metade distal do úmero direito também estava verticalizada. Na porção NE da cova estavam concentrados ossos do pé e também a porção distal de uma das tíbias. Apesar de nenhum desses ossos estarem diretamente em conexão anatômica, a proximidade espacial sugere que no momento do enterro estavam articulados. Na parte superior da cova foi encontrado um conjunto de duas vértebras, um conjunto de quatro vértebras e um conjunto de duas vértebras articuladas. A mandíbula também estava na parte superior da cova.

### Sepultamento 17 da Lapa do Santo

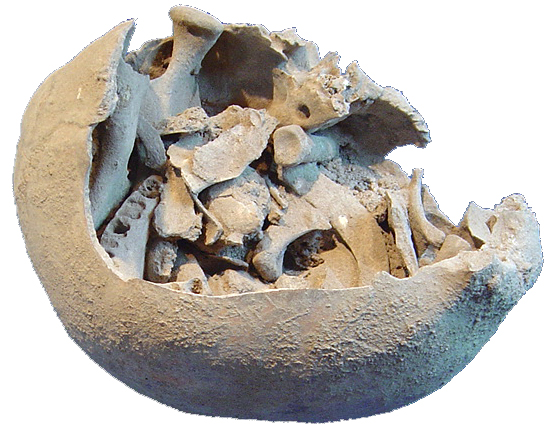
O crânio utilizado como receptáculo funerário. Sep. 17.

O Sepultamento 17 é composto por uma calota craniana de um indivíduo adulto que foi utilizada como receptáculo funerário tendo sido preenchida com ossos cortados de um indivíduo também adulto e por um conjunto de ossos de uma criança que foram colocados ao lado do crânio. O crânio estava quase completo, mas as regiões temporais e basais, bastante fragmentadas. Entre os ossos que foram encontrados dentro do crânio foi possível distinguir aqueles que faziam parte do próprio crânio e ossos de outras regiões anatômicas. Na primeira categoria estão fragmentos do temporal, do parietal, da face, do maxilar e da mandíbula. De acordo com a descrição de campo, não há dúvidas de que a presença desses ossos dentro do crânio é fruto da ação intencional dos agentes fúnebres. A posição do parietal, por exemplo, em que a face endocraniana está voltada para fora do crânio, não é compatível com um simples evento de quebra do mesmo. Tanto o maxilar como a mandíbula não apresentavam nenhum dos dentes, com exceção das raízes do primeiro e do segundo molar inferior direito, que permaneceram no alvéolo. Na medida em que todos os alvéolos estão preservados, não se trata de perda natural dos dentes. Além disso, como nenhum dos dentes foi encontrado junto ao sepultamento ou próximo a ele, sua ausência não pode ser atribuída a processos pós-deposicionais. Os dentes foram intencionalmente removidos. 

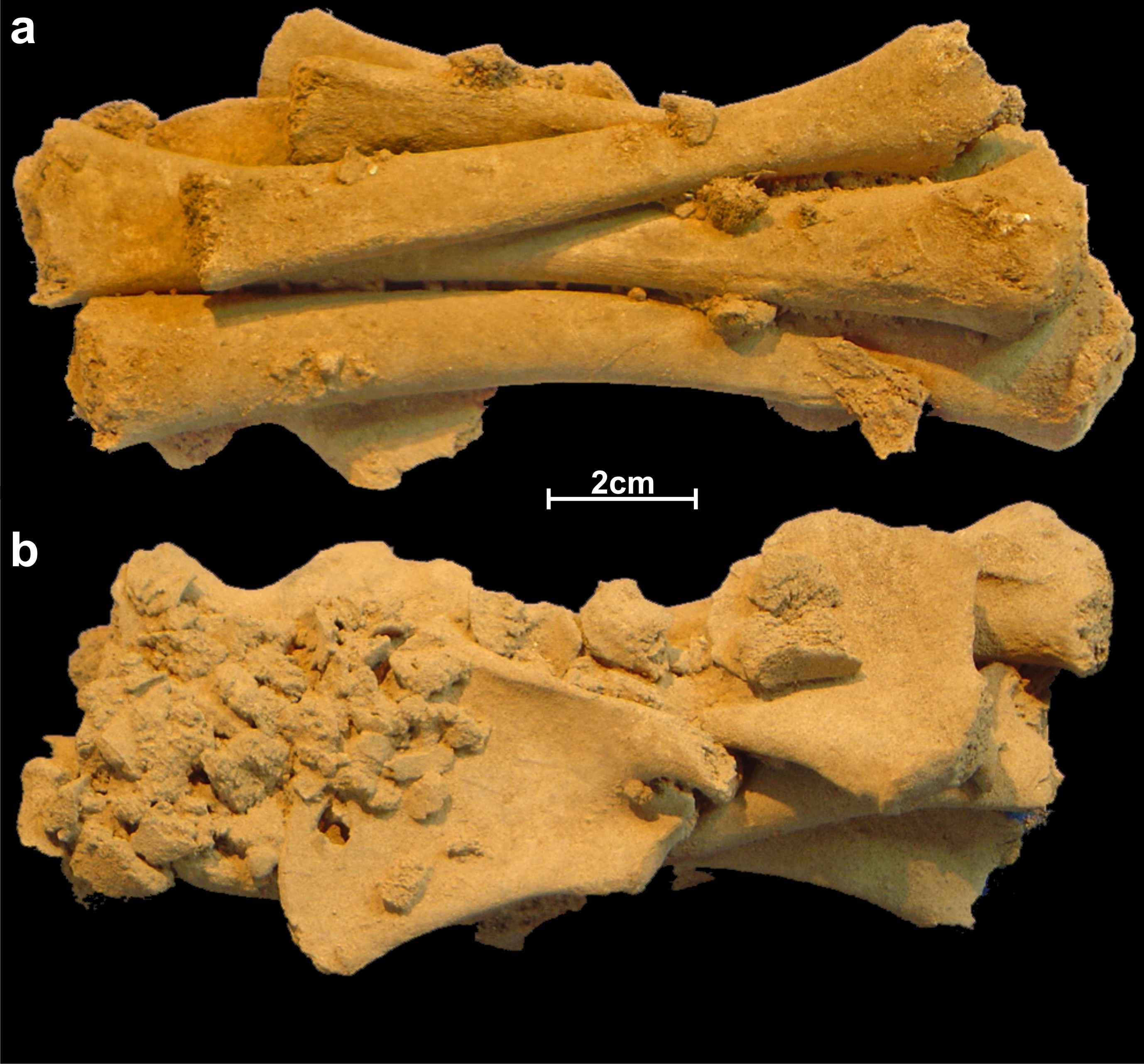
Fardo com ossos cortados de criança. Sep. 17.

As regiões basais do crânio, representadas por fragmentos e pela margem alveolar externa do maxilar, e a mandíbula apresentavam regiões escurecidas indicativas de queima. No caso da mandíbula e do maxilar, apenas a parte exterior da margem alveolar foi queimada, particularmente a região compreendida entre os dois primeiros pré-molares. Além disso, nem o palato nem o interior dos alvéolos estavam queimados. Tal configuração indica que o evento de queima ocorreu enquanto esse indivíduo ainda tinha os dentes, impedindo que a queima afetasse a parte interna dos alvéolos. Mais do que isso, a distribuição espacial das áreas afetadas pelo calor sugere que os tecidos moles ainda estavam presentes no momento da queima. Afinal, num crânio com os tecidos moles (não apenas os tendões, mas os músculos e a pele também), a única abertura através da qual os dentes e os ossos ficariam diretamente expostos a uma fonte de calor é a da boca. Assim, é de se esperar que, no caso de um crânio em que os tecidos moles estejam presentes, as partes mais diretamente expostas ao calor (i.e. a parte anterior do maxilar e mandíbula) sejam aquelas que apresentem a maior intensidade de queima, como observado no caso do Sepultamento 17.

### Sepultamento 18 da Lapa do Santo
O Sepultamento 18 é constituído por ossos não articulados de pelo menos um adulto e uma criança. Os ossos não estavam dentro de uma cova, ou pelo menos, os limites dessa não foram reconhecidos. O indivíduo adulto está representado pelos dois úmeros, pelo rádio direito e por um fragmento de diáfise de osso longo que, possivelmente, é um fêmur.  Há também um único incisivo central de um indivíduo adulto, embora seja impossível determinar se ele é do mesmo indivíduo representado pelos ossos longos (ou se de fato faz parte desse sepultamento). Já a criança está representada por uma mandíbula muito bem preservada, por dois ossos temporais e por um occipital quase inteiro. Os ossos longos estavam dispostos num feixe, paralelos entre si. O eixo do feixe encontrava-se, grosso modo, orientado no sentido norte-sul. Esse feixe de ossos longos encontrava-se diretamente sobre a mandíbula da criança. Essa última estava em posição vertical, com a parte anterior para baixo e os côndilos para cima. Formava, assim, uma espécie de arco sobre o qual o feixe de ossos longos estava encaixado. Os ossos do crânio e o dente encontravam-se cerca de 20 centímetros distantes do conjunto formado pelos ossos longos e pela mandíbula. Os ossos que constituem o feixe foram manipulados de diversas maneiras. Os ossos longos apresentam suas extremidades amputadas. A mandíbula também foi manipulada. Em cada processo coronoide há um pequeno orifício de formato circular com cerca de 3 milímetros de diâmetro. Parece pouco provável que esses orifícios tenham tido outra função que não a de passar algum tipo de cordão através deles. A ausência de marcas de corte na mandíbula ou nos ossos longos indica que o processo de manipulação ocorreu após a total decomposição dos tecidos moles.

### Sepultamento 21 da Lapa do Santo

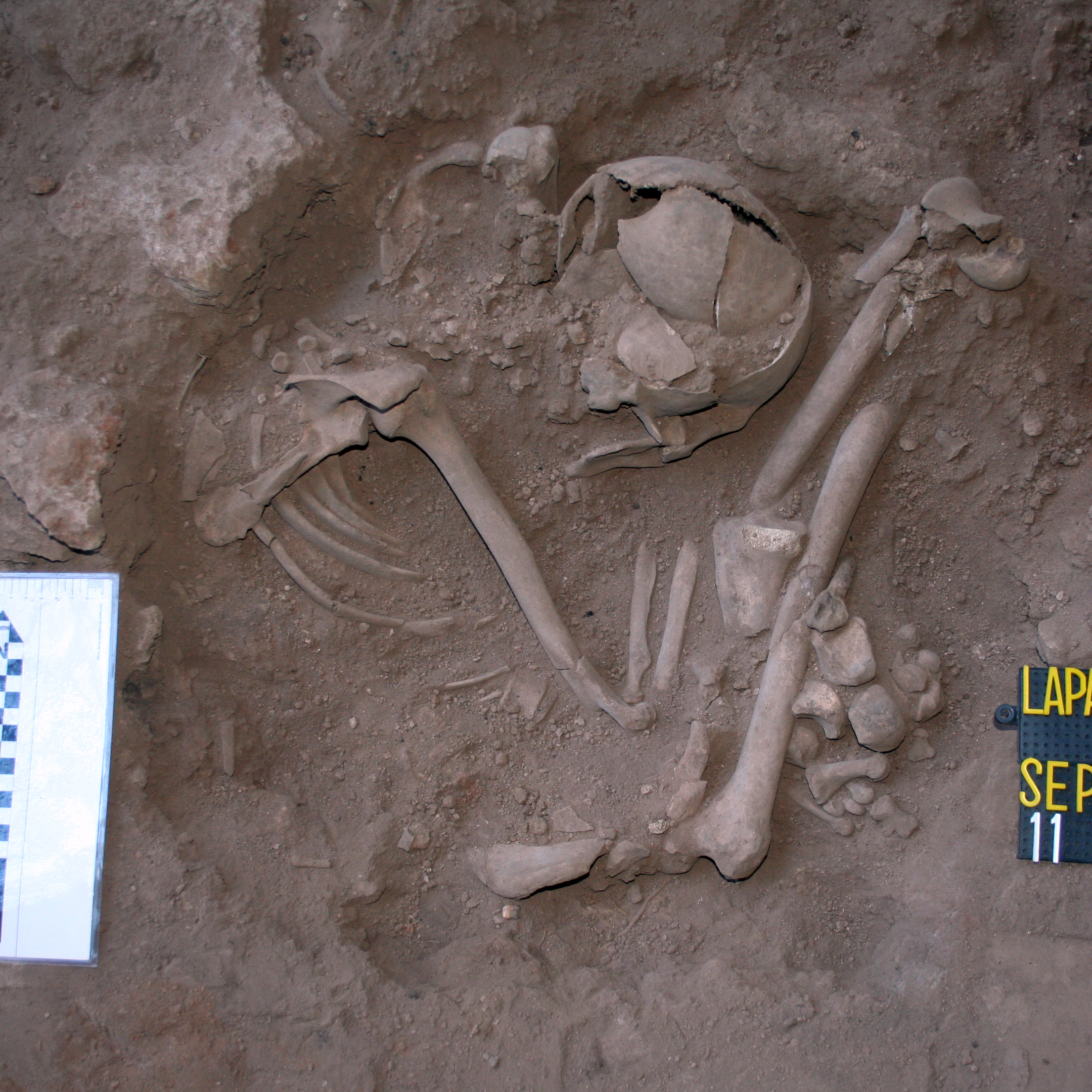
Esqueleto quase completo já que porções da perna foram cortadas.

O Sepultamento 21 era composto por um único indivíduo adulto do sexo masculino. Todos os ossos estavam presentes com exceção da parte tubular dos ossos da perna (i.e. diáfises das tíbias e fíbulas). A cova tinha forma circular com cerca de 55 centímetros de diâmetro. O corpo encontrava-se numa posição intermediária entre sentado e decúbito lateral esquerdo, com a espinha dorsal intensamente arqueada para se conformar aos limites da cova. Sobre a cova, em contato direto com o esqueleto, havia cinco blocos de calcário. Desses, os dois maiores estavam colocados diretamente sobre os ossos, muito provavelmente exercendo o papel de pesos para garantir que o cadáver se mantivesse dentro da cova. O crânio, cujo interior estava vazio, tinha a face totalmente voltada para baixo, posição que foi estabelecida com o auxílio de um bloco colocado diretamente sobre a nuca. Sob o crânio, encontravam-se as duas mãos, de maneira que o braço e o antebraço estavam fletidos. As coxas (i.e. fêmures) também estavam totalmente fletidos, com os joelhos próximos ao crânio. As tíbias, as fíbulas e os ossos dos pés não estavam em conexão anatômica com o resto do esqueleto. As diáfises da tíbia e da fíbula foram removidas, de maneira que apenas as suas extremidades proximais e distais foram encontradas. O processo pelo qual as diáfises foram separadas das epífises imprimiu nessas últimas marcas de corte inconfundíveis, quer seja através da presença de diferentes tipos de incisões na superfície do osso, quer seja na morfologia bizelada da própria superfície gerada pelo processo de corte. Apesar de não estarem em conexão anatômica com o resto do esqueleto, diversos ossos do pé e as epífises distais da tíbia e da fíbula encontravam-se, grosso modo, articulados ou, pelo menos, apresentavam alguma lógica anatômica. Mais especificamente, os seguintes conjuntos de ossos estavam em total conexão anatômica (i.e. não apenas próximos, mas de fato articulados): a epífise distal da tíbia com a epífise distal da fíbula, os metatarsos do pé direito, os metatarsos do pé esquerdo, o navicular e os cuneiformes. Por outro lado, a posição relativa dos dois pés (incluindo aí as epífises distais da tíbia e da fíbula) não era anatomicamente coerente entre si. Até onde foi possível inferir pelas fotografias, o pé direito, que estava por baixo do pé esquerdo, tinha a sola voltada para cima, estava orientado paralelamente ao fêmur direito, com os dedos na direção do joelho e o calcanhar em direção à bacia. O pé esquerdo, por outro lado, estava orientado perpendicularmente ao pé direito, com a sola voltada para baixo.

### Sepultamento 26 da Lapa do Santo - O caso de decapitação mais antigo da América
O Sepultamento 26 é o caso de decapitação mais antigo da América. É constituído pelos remanescentes esqueletais de um único indivíduo adulto, do sexo masculino. Os ossos encontravam-se articulados e em posição anatômica. Estavam presentes o crânio, a mandíbula, as seis primeiras vértebras cervicais, todos os ossos da mão direita, quase a totalidade dos ossos da mão esquerda e a extremidade distal do rádio esquerdo. Esses elementos estavam dispostos da seguinte maneira. O crânio e a mandíbula estavam perfeitamente articulados com os maxilares ocluídos (boca fechada). As seis vértebras cervicais estavam articuladas entre si e com a base do crânio. A coluna cervical estava dobrada para frente, em direção à boca do indivíduo. Isto reflete o fato de o crânio estar com a face inclinada para cima e apoiado sobre seu pescoço e nuca. Esse conjunto plenamente articulado representa uma cabeça que foi amputada. Também estavam presentes duas mãos amputadas. Ambas foram colocadas sobre a região frontal (anterior), com as palmas voltadas para o crânio. A mão direita estava sobre o lado esquerdo do crânio, com os dedos voltados para cima (sobre o parietal) e o pulso para baixo (sobre a órbita). A mão esquerda encontrava-se em posição oposta, colocada sobre o lado direito do crânio, com o pulso sobre a região parietal e os dedos sobre a face. Com exceção do primeiro metacarpo e de uma falange da mão esquerda, todos os ossos das duas mãos foram recuperados. Alguns ossos da mão direita estavam cimentados aos ossos do crânio e o quarto e o quinto metacarpo da mão direita também estavam cimentados em posição anatômica. Além dos ossos das mãos, foi identificada a extremidade distal do rádio direito. Esse osso foi nitidamente seccionado. A secção transversal resultante desse processo é consideravelmente plana e perpendicular ao eixo longo do osso. A borda gerada pela amputação é picoteada, apresentando um adelgaçamento do osso cortical. Na face lateral há uma incisão de 3 milímetros de comprimento e 1 milímetro de largura, cuja orientação é concordante com o plano de amputação do membro, que se encontra próximo dessa incisão. Isso parece indicar que essa incisão é antes resultado de um gesto mal calculado cujo objetivo era cortar o osso e não de um eventual processo de descarnamento. Ou seja, trata-se de um chanfro. Em relação à decapitação, as únicas possíveis marcas de corte identificadas foram duas pequenas incisões paralelas entre si e localizadas lado a lado na porção superior do processo transverso direito da sexta vértebra cervical e no ramo da mandíbula. Ambas as incisões apresentam 8 milímetros de comprimento, sendo uma ligeiramente mais profunda que a outra. Considerando-se o contexto de amputação, parece razoável assumir que essas incisões sejam de fato marcas de corte.

### Sepultamento 27 da Lapa do Santo
O Sepultamento 27 é constituído pelos ossos de um único indivíduo sub-adulto com idade estimada de cinco anos. A cova apresentava contorno circular bem definido, com cerca de 35 centímetros de diâmetro. Absolutamente todos os ossos estavam presentes. A maioria estava em direta conexão e aqueles que não estavam encontravam-se próximos da posição anatômica. Tanto o esqueleto axial como os membros inferiores estavam fletidos. Os joelhos tocavam o crânio. O braço direito estava por baixo das pernas, abraçando-as e o braço esquerdo estava estendido, por baixo da face. Os ossos do pé e da mão encontravam-se próximos entre sí, mas não estavam em conexão anatômica direta. O crânio, ainda que estivesse localizado onde seria esperado, não estava em posição anatômica. O fato da face estar voltada para cima é incompatível com a orientação da coluna cervical e deve ser resultado da ação da gravidade após a decomposição dos tecidos moles. A mandíbula estava corretamente conectada ao crânio e em posição de boca completamente aberta. Não foram observados sinais de queima, aplicação de ocre, marca de corte ou fraturas típicas de ossos verdes nos ossos deste sepultamento.